# Rosso
Il rosso è uno dei colori dello spettro percepibile dall'occhio umano, classificato come "colore caldo". Ha la frequenza minore e, conseguentemente, la lunghezza d'onda più lunga rispetto a tutti gli altri colori visibili (tra 625 e 740 nanometri circa). Frequenze ancora minori ricadono nell'infrarosso.
Esso è inoltre uno dei colori primari secondo il modello RGB, insieme al blu e al verde. Il colore complementare del rosso è il verde.

## Etimologia
Dal punto di vista etimologico, la parola "rosso" deriva dal latino rŭssum, corradicale di rŭbeum.

## In natura
Il colore rosso si trova in natura associato spesso alla presenza di ferro o dei suoi composti (come l'ossido di ferro).
Esempi di minerali che presentano un colore rosso più o meno sfumato sono: il rubino, l'agata, l'eritrite, il berillio rosso e il cinabro.

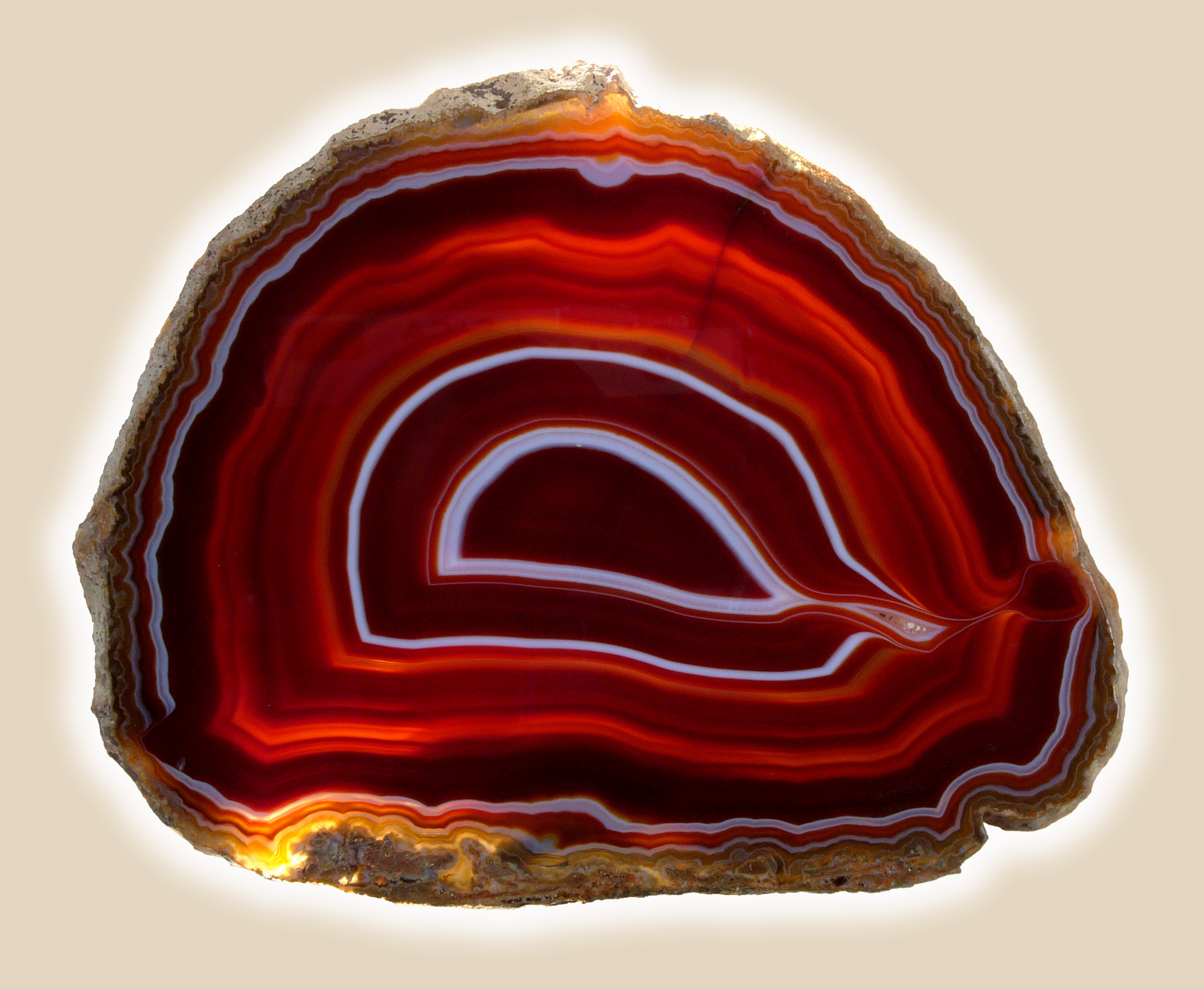
Agata
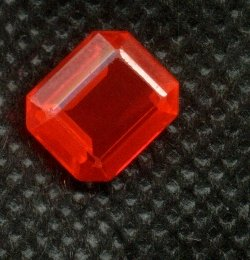
Rubino sintetico
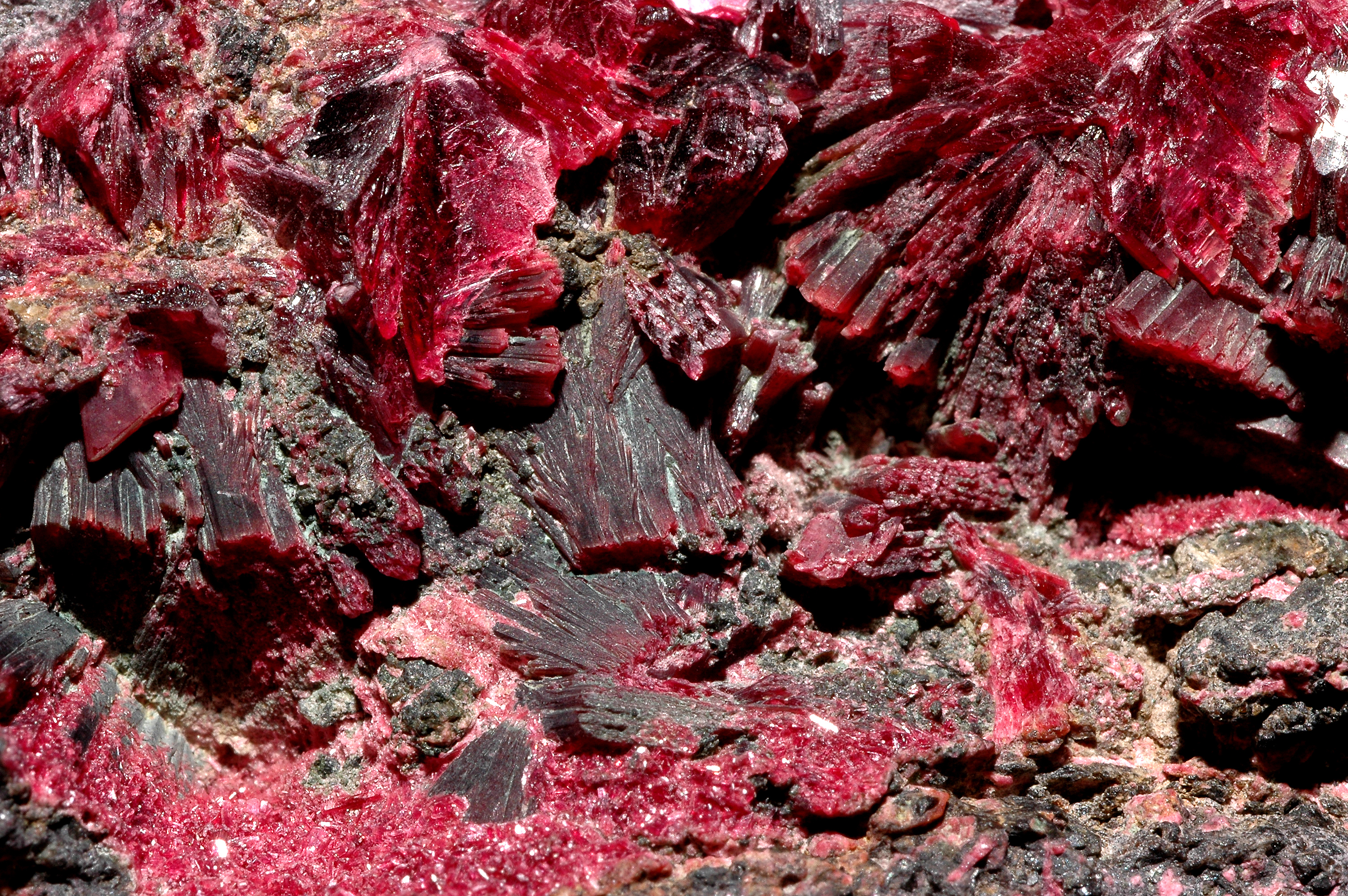
Eritrite
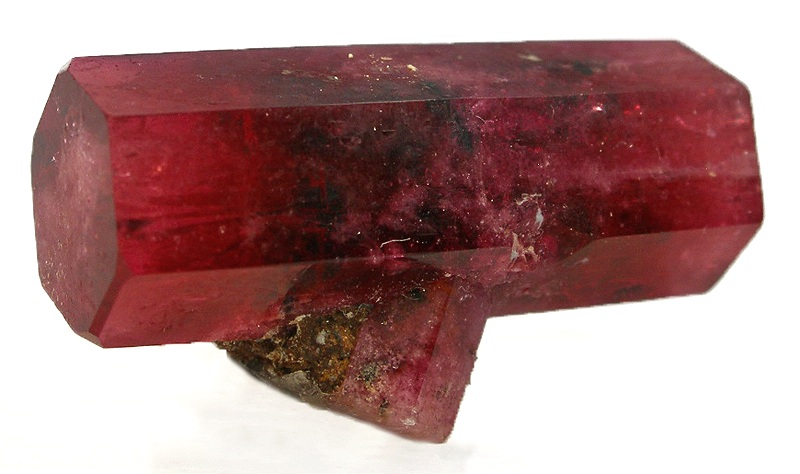
Berillio rosso
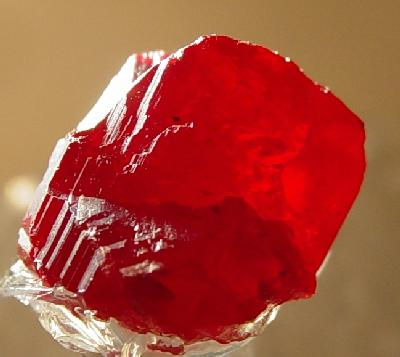
Cinabro

Nel mondo vegetale, il rosso può indicare la presenza di licopene. Esempi di vegetali e frutti rossi sono: la bietola rossa, le fragole, le ciliegie, le arance rosse, il melograno e il pomodoro.
Il colore rosso talvolta è presente solo sulla buccia dei frutti, altre volte invece anche all'interno della polpa. Spesso il colore rosso compare quando il frutto è maturo, diventando sempre più acceso con il passare del tempo, passando generalmente da un colore inizialmente verde, poi giallo, arancione, rosso e infine brunastro, fornendo in questa maniera un'indicazione del gusto del frutto, più o meno acerbo o dolce. Una ricerca del 2016 ha evidenziato inoltre che il cervello umano, come quello di altri primati, tende ad identificare nei cibi di colore rosso un maggior contenuto energetico rispetto ai cibi di colore verde.
Il colore rosso si ritrova inoltre nei petali di molti fiori, tra cui: rose, tulipani, papaveri, Hibiscus, Dahlia, Amaryllis, azalee, peonie e nelle brattee di infiorescenze come Anthurium e Stella di Natale.

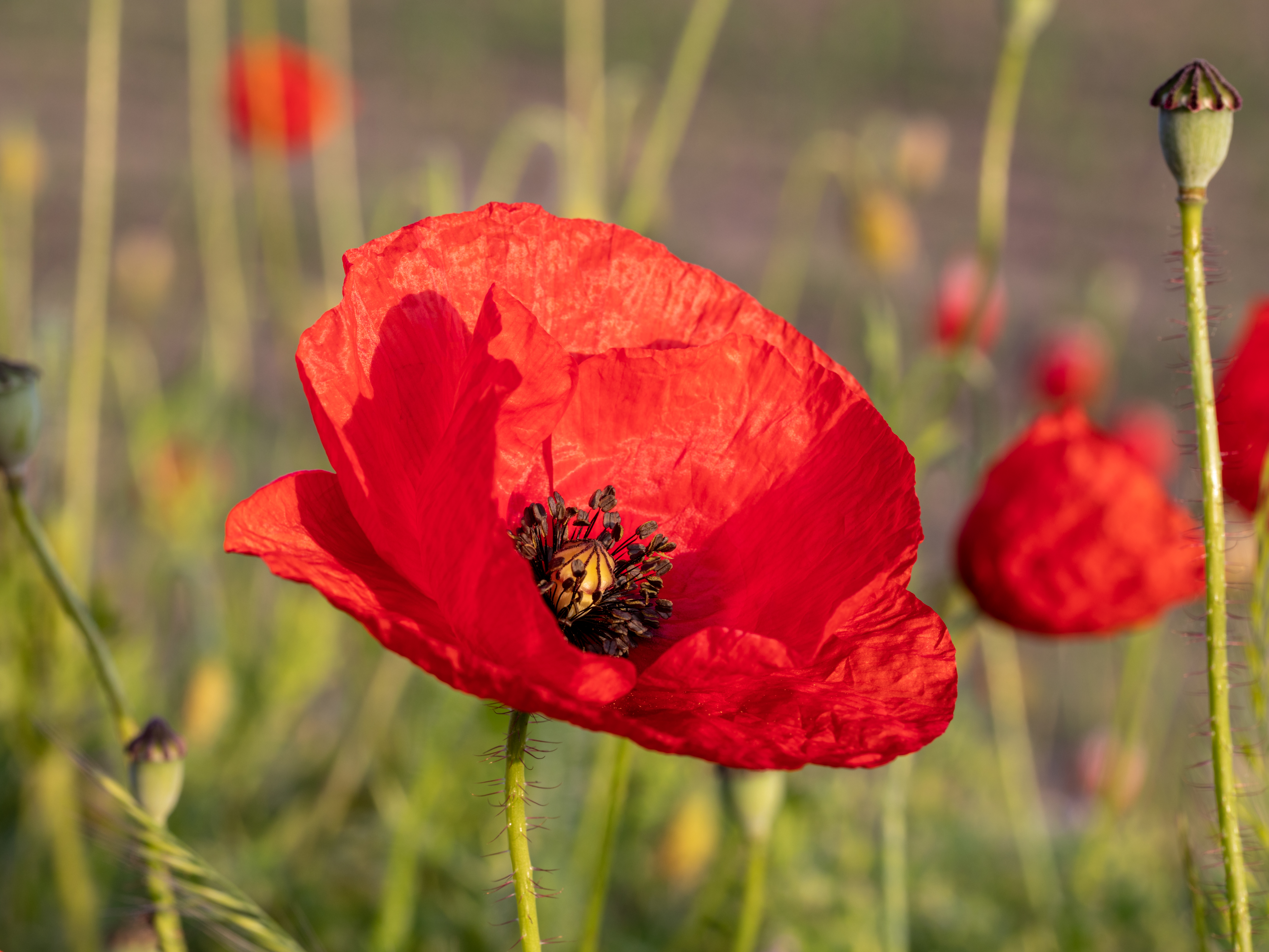
Papavero rosso
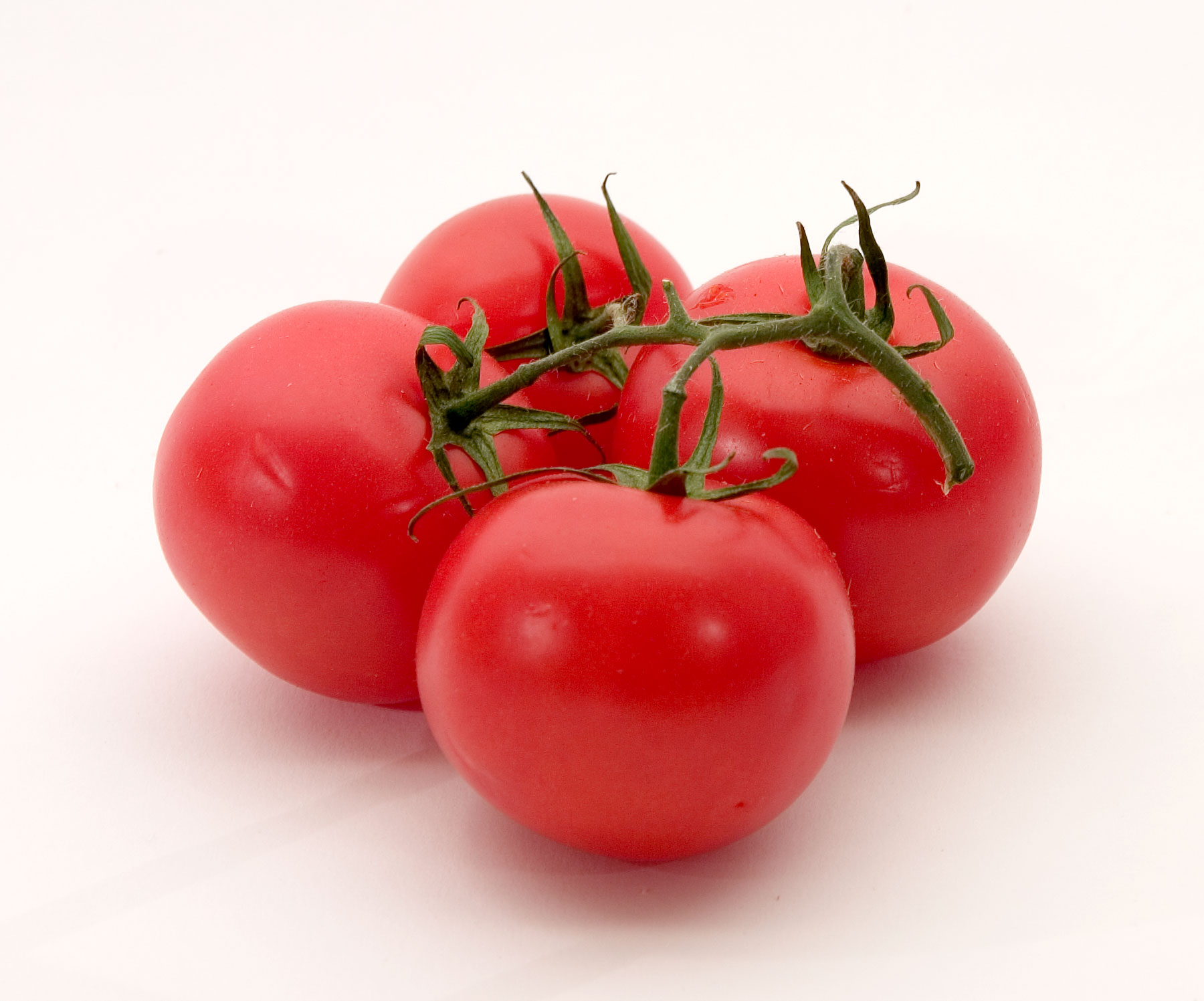
Pomodori
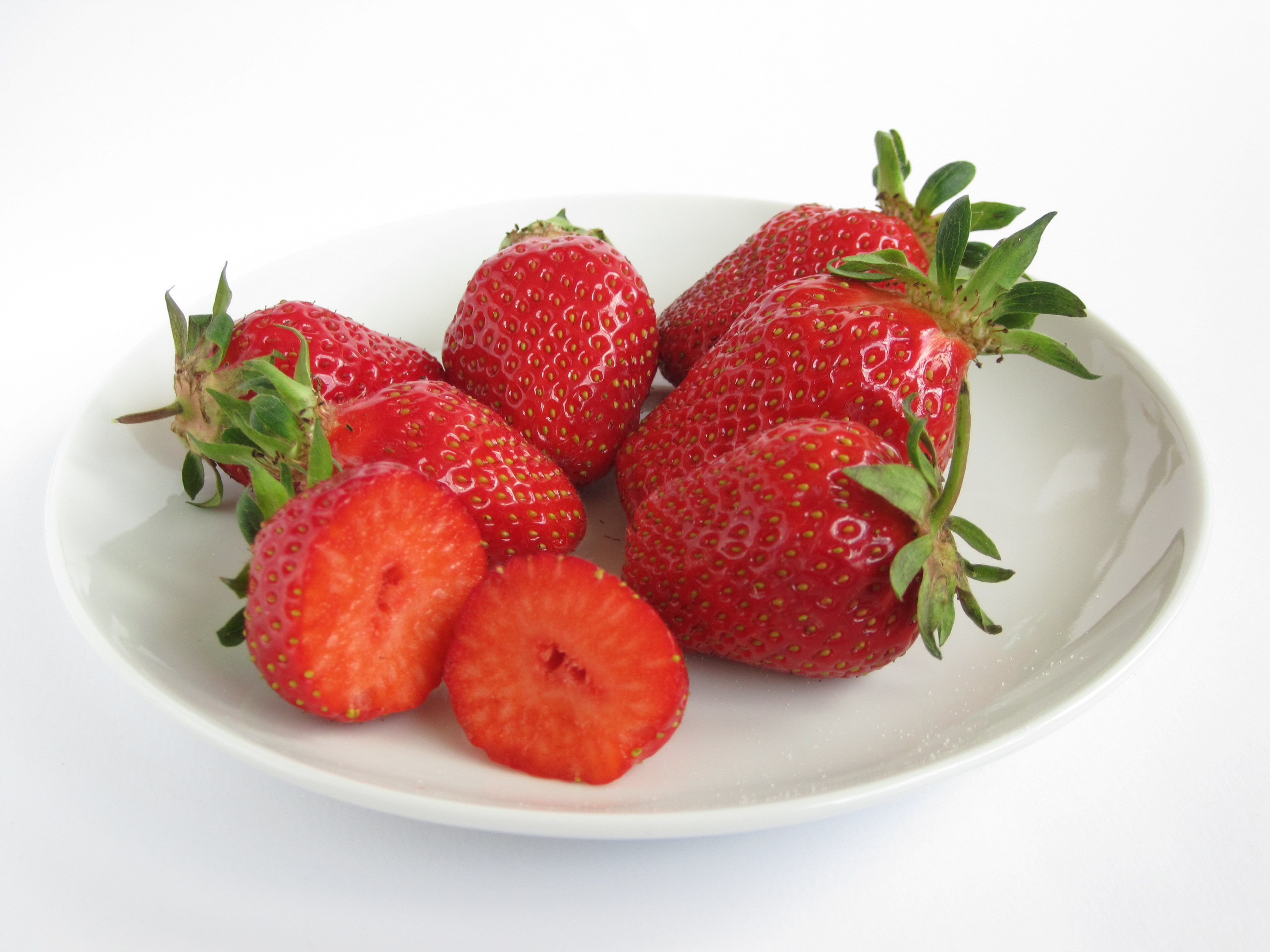
Fragole
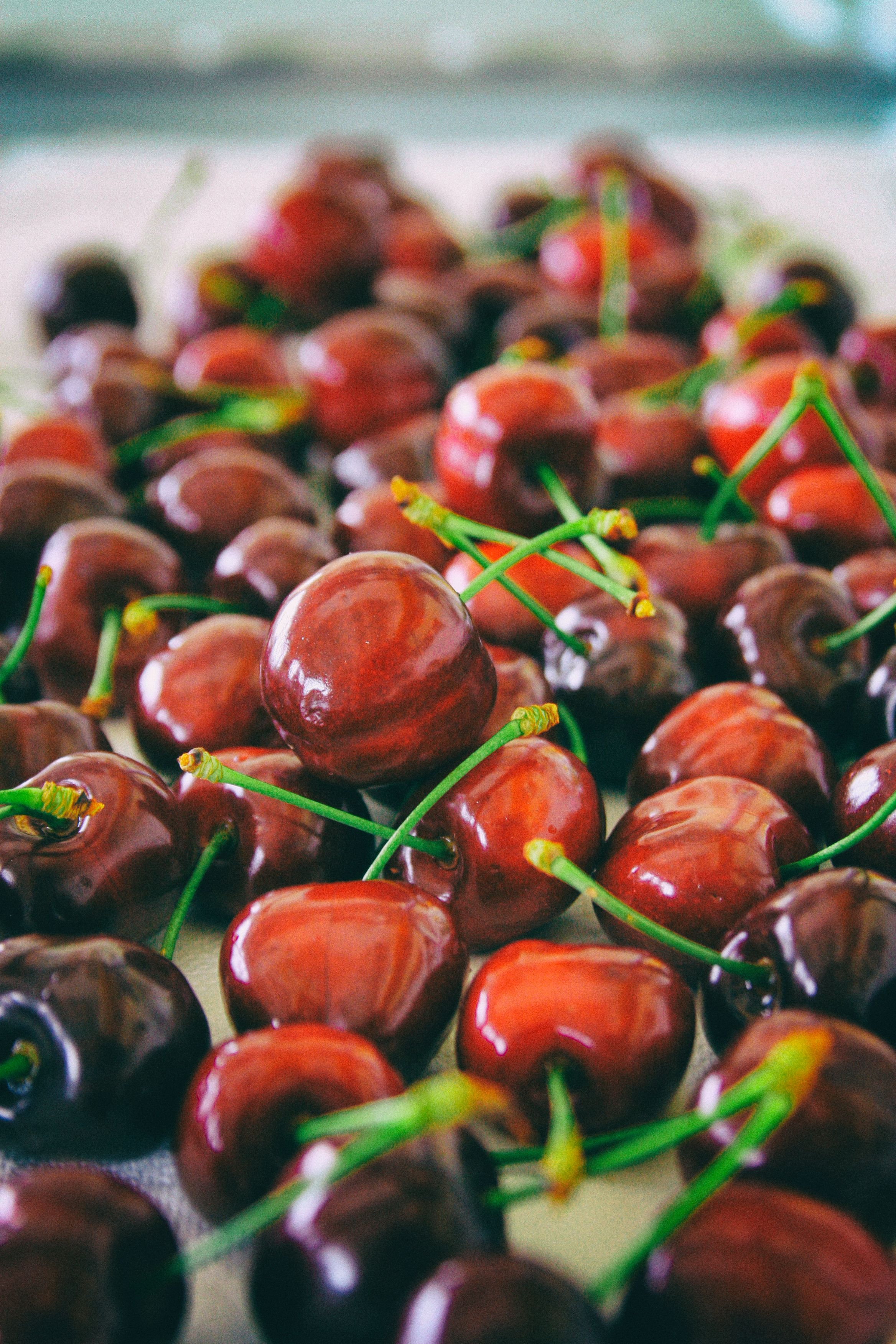
Ciliegie emiliane
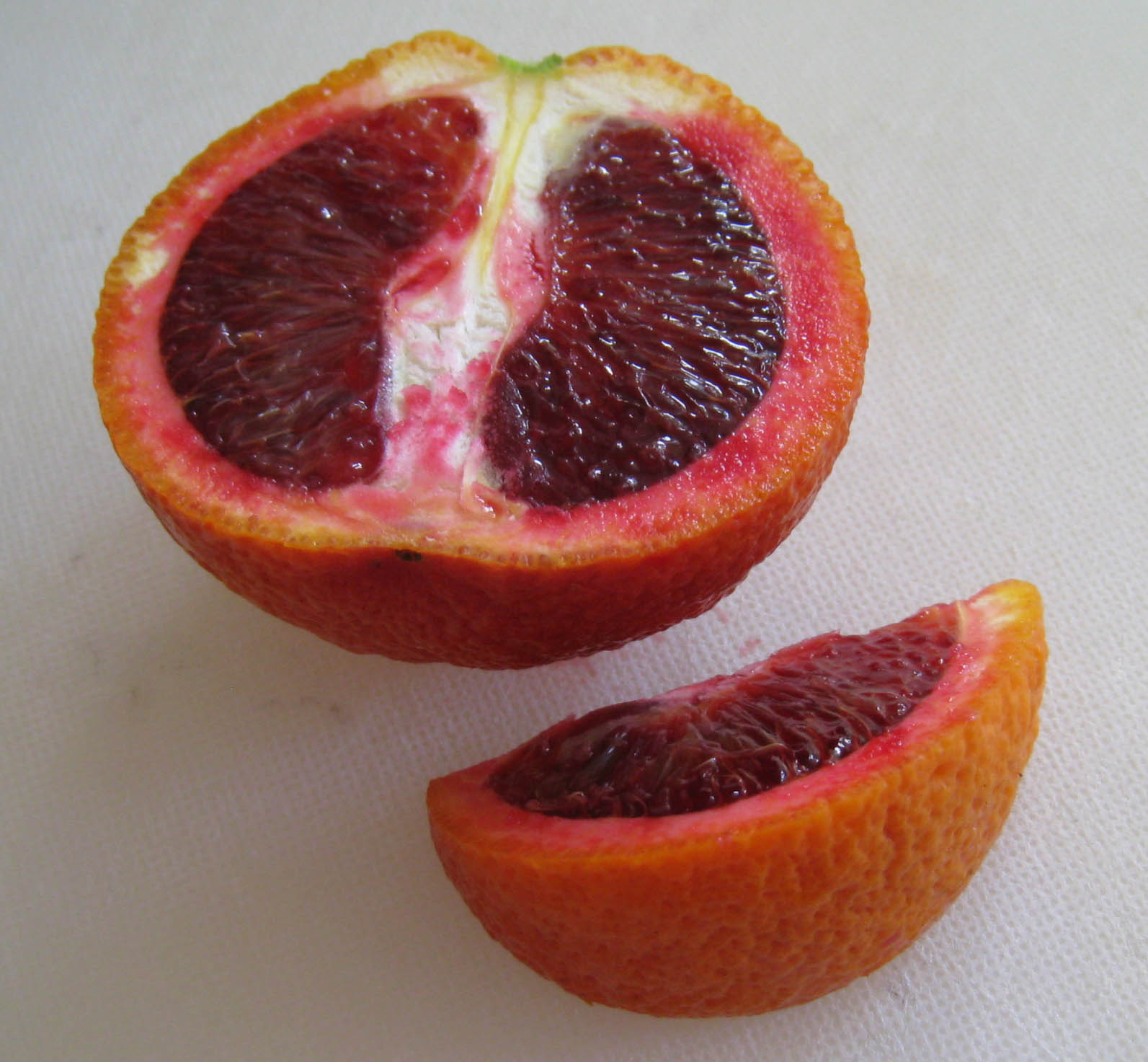
Arancia rossa
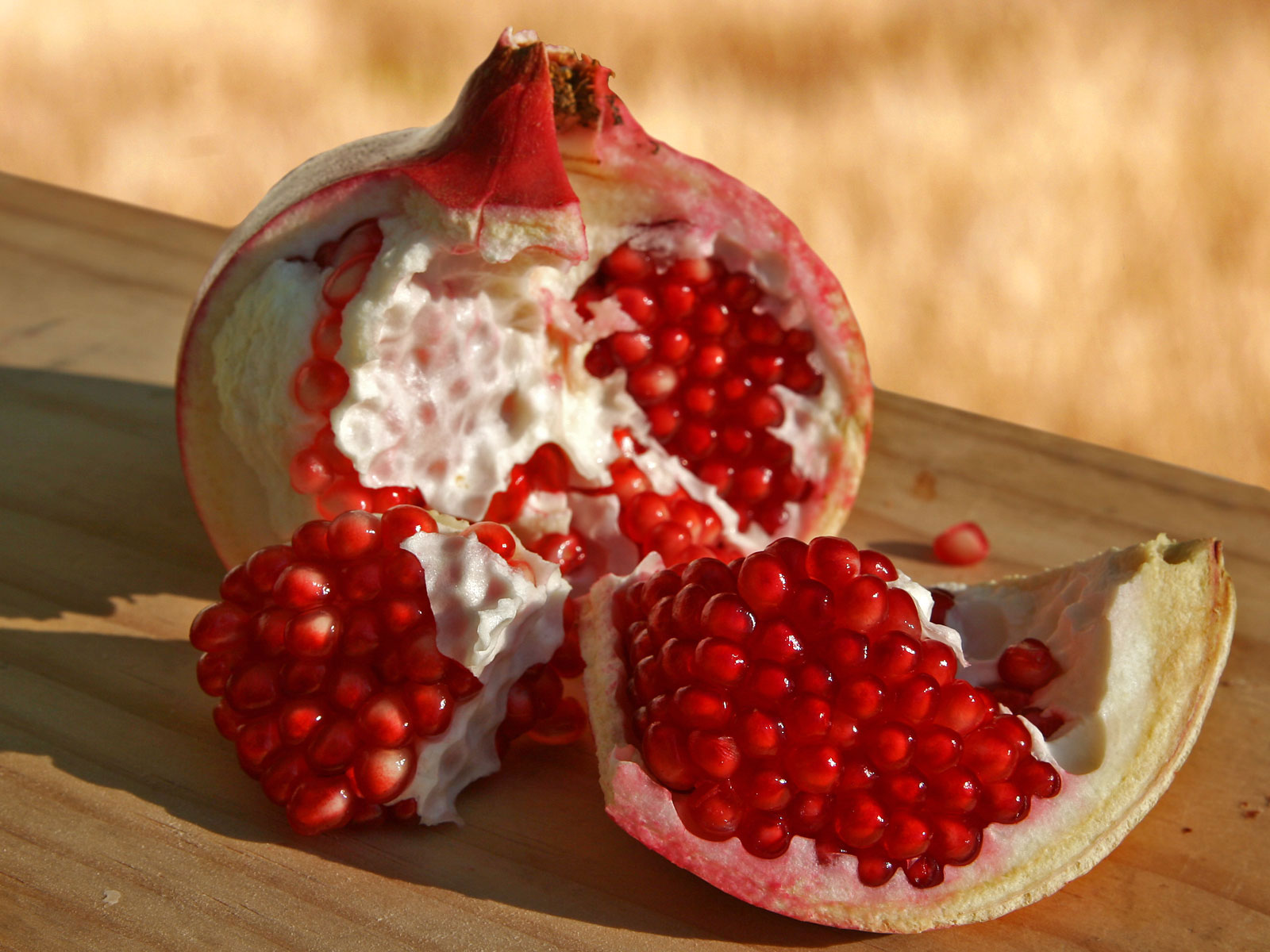
Melograno
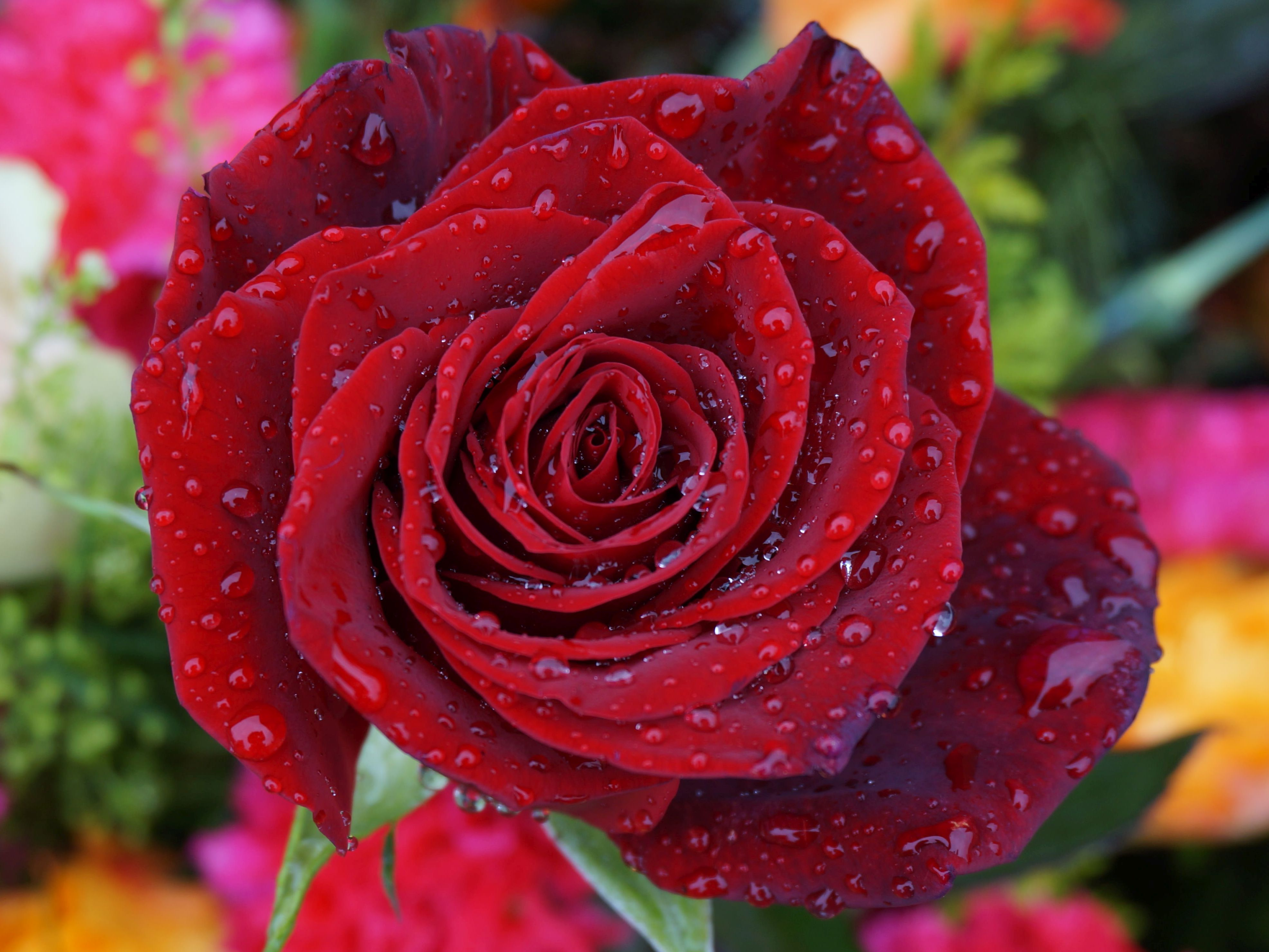
Rosa rossa
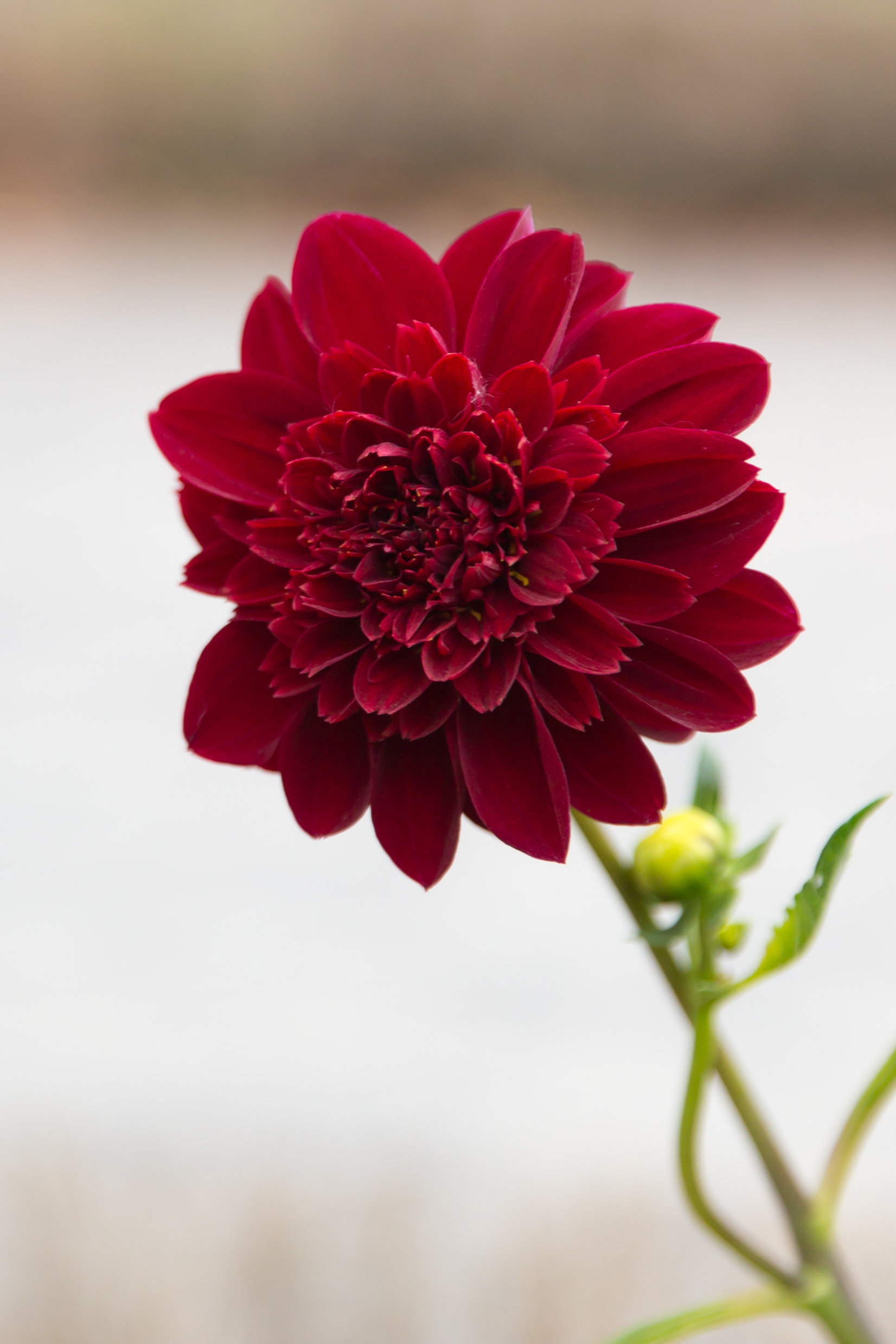
Dahlia
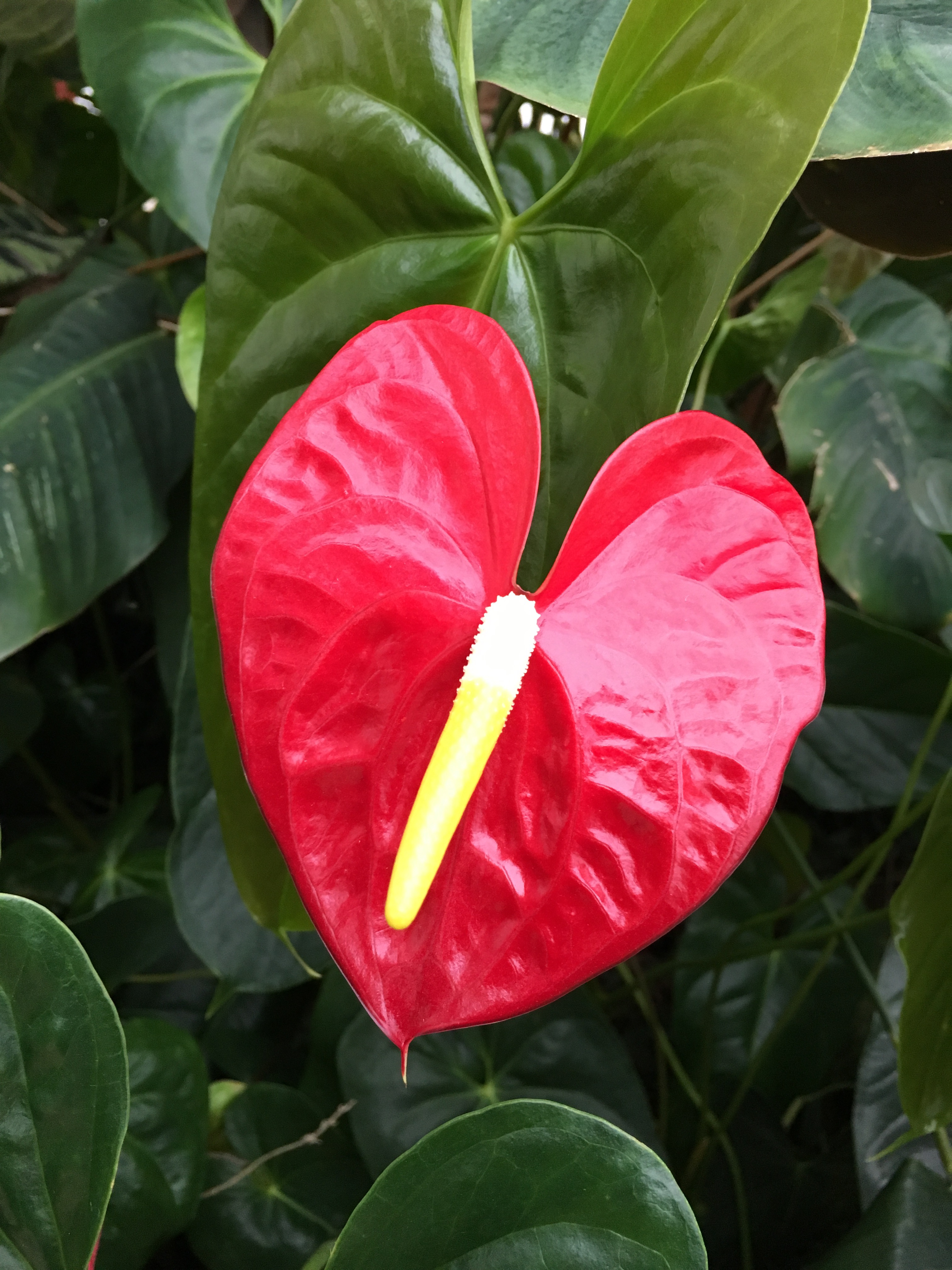
Anthurium
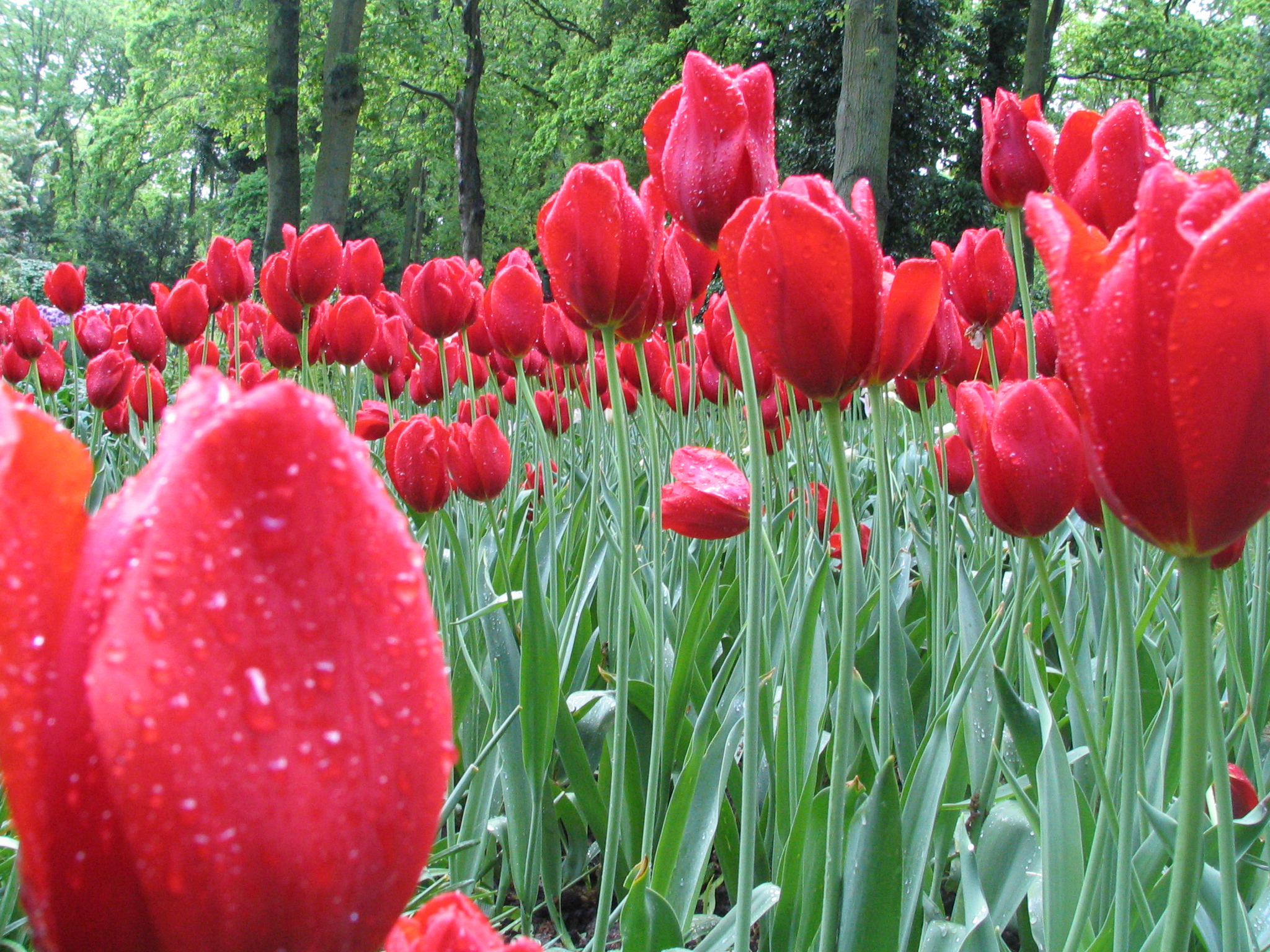
Tulipani
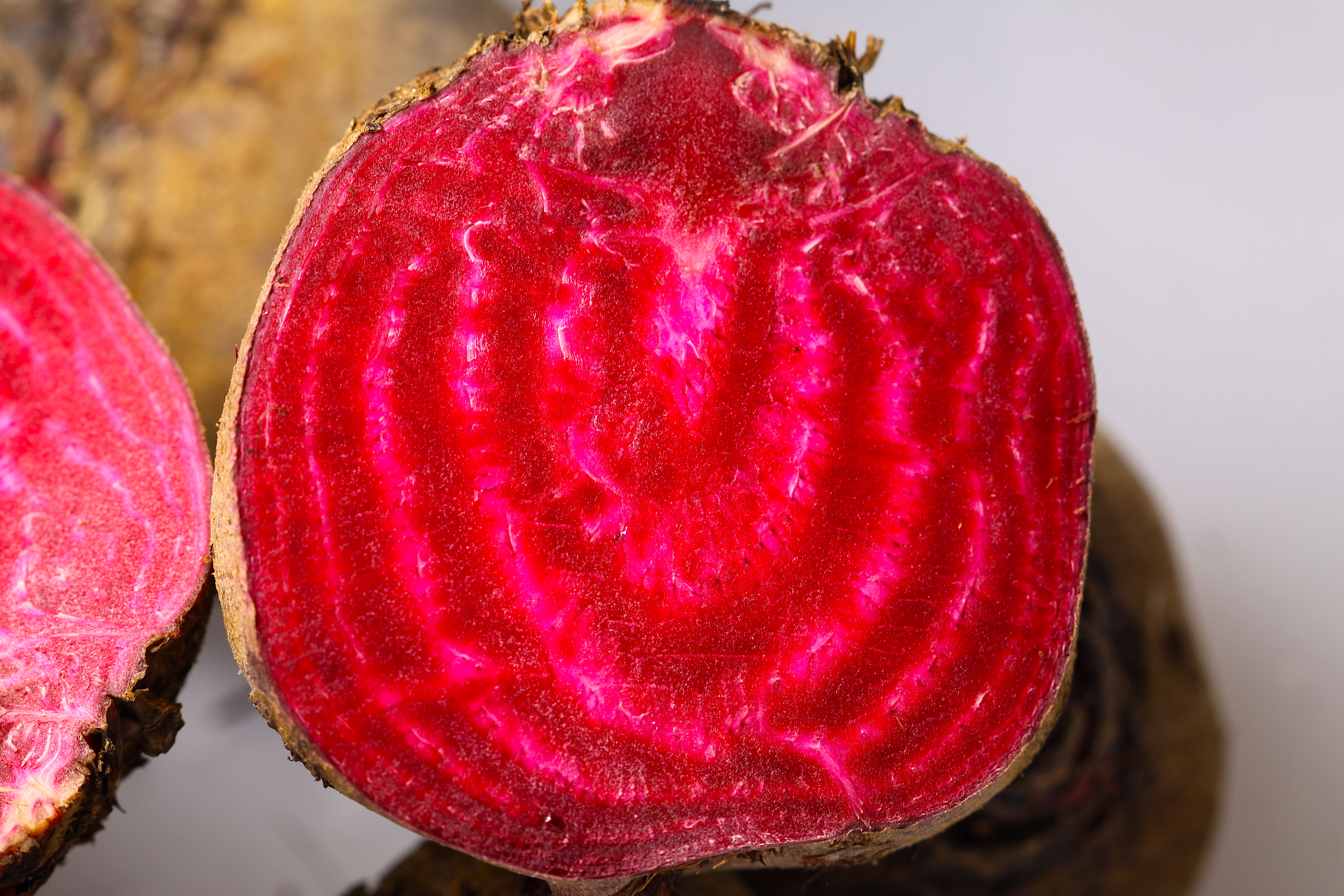
Bietola rossa

Nel mondo animale, il rosso è il colore del sangue, più o meno scuro a seconda della presenza di ossigeno. Tale colore è a sua volta associato alla presenza di emoglobina nel sangue. A causa della vascolarizzazione sanguigna, molti organi di animali appaiono più o meno rossi (in particolare il cuore).
Per quanto riguarda invece l'aspetto esterno degli animali, il colore rosso si ritrova talvolta nel piumaggio di uccelli (ad esempio pappagalli, cardinale e ibis rosso), nel guscio di alcuni artropodi (ad esempio alcuni gamberi), nella pelle di alcuni anfibi, nelle squame di alcuni serpenti e più raramente nella pelliccia dei mammiferi (che appare in realtà più brunastra che rossa, ad esempio nel caso della volpe rossa o dello scoiattolo rosso).
Il colore rosso, così come altri colori "vivaci", è utilizzato dagli animali anche per scopi aposematici, cioè come avvertimento contro possibili predatori, indicando la velenosità dell'animale oppure il suo sapore sgradevole. Un esempio in tal senso sono le macchie rosse sul corpo della femmina della vedova nera mediterranea, che è un ragno particolarmente velenoso.
Nell'ambito della medicina, un colore dei tessuti più rosso del normale (che in molti casi è definito "arrossamento" o "rossore") indica spesso un'alterazione o una patologia più o meno grave del tessuto o organo coinvolto.

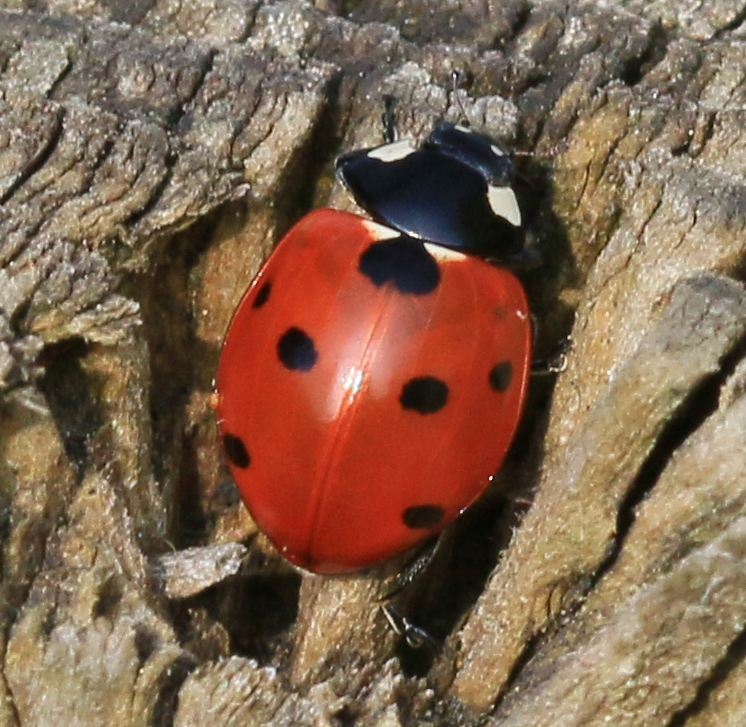
Coccinella comune
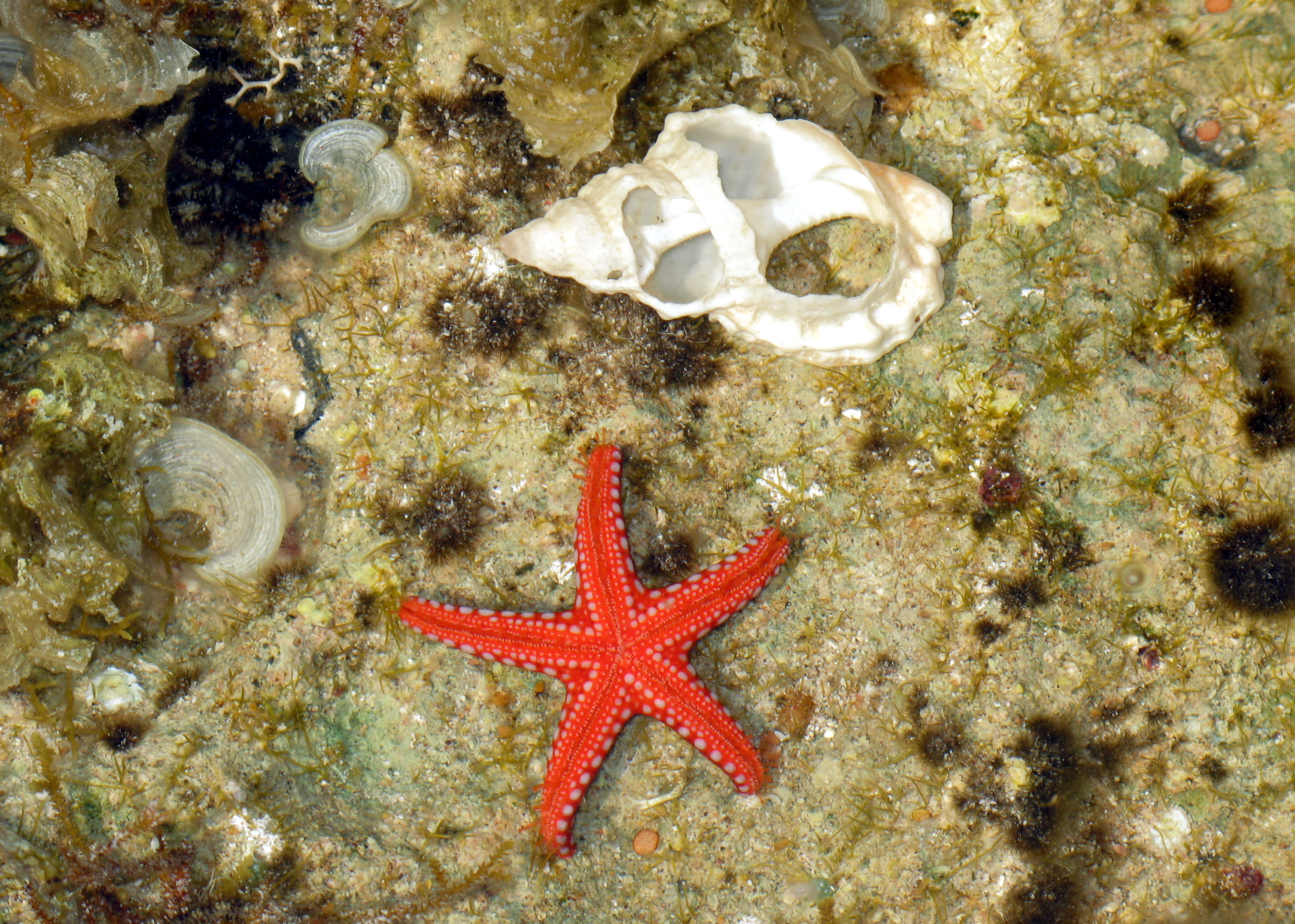
Stella marina
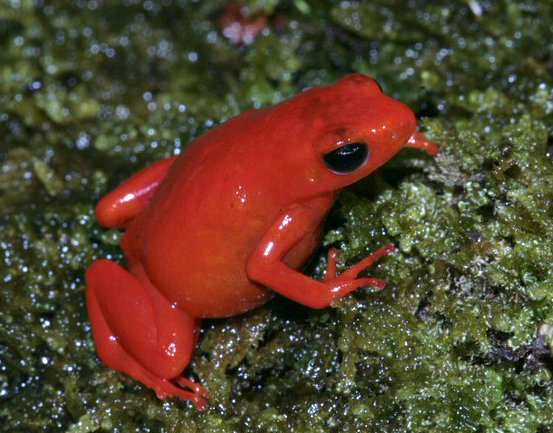
Mantella dorata
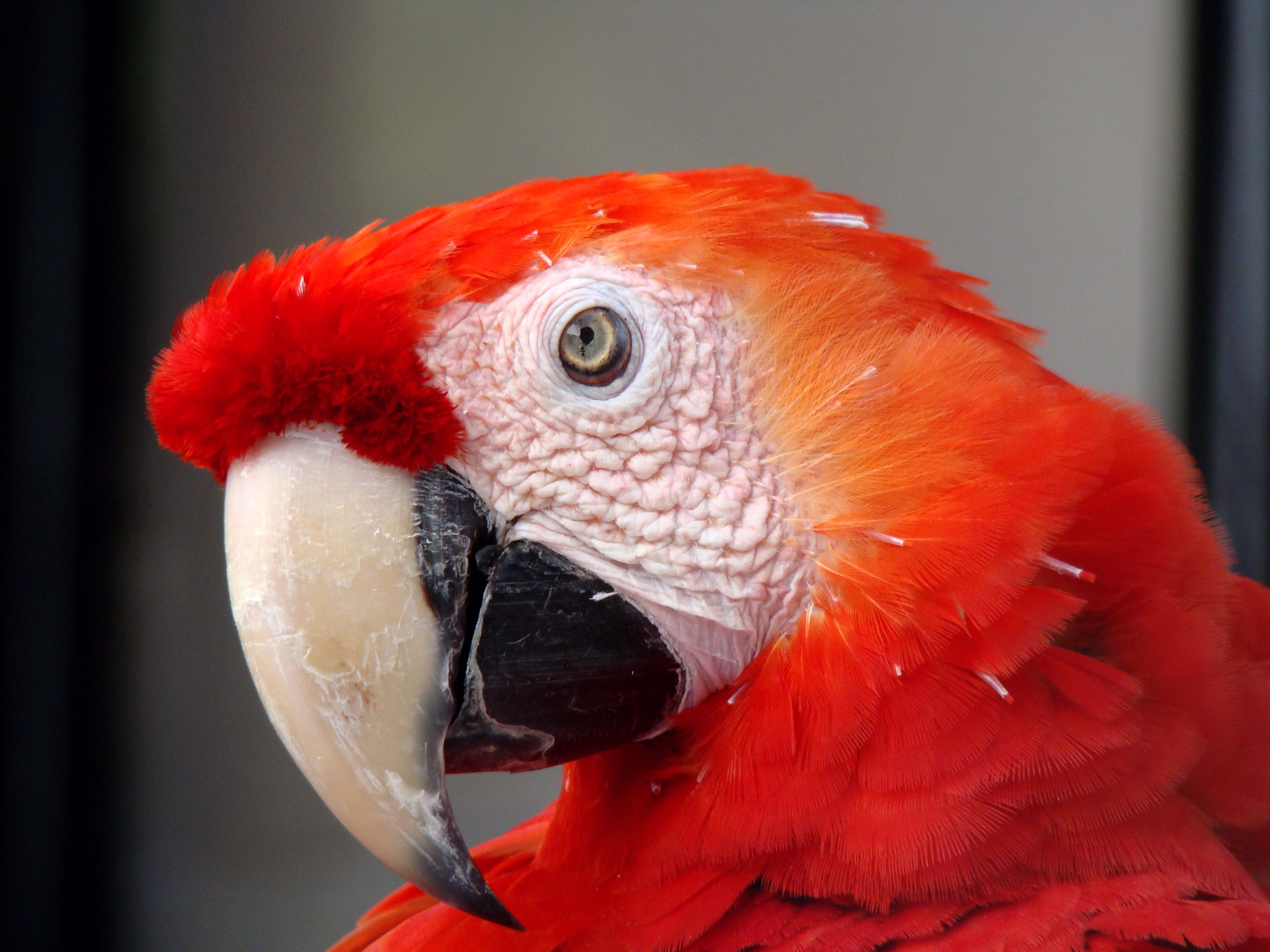
Ara scarlatta
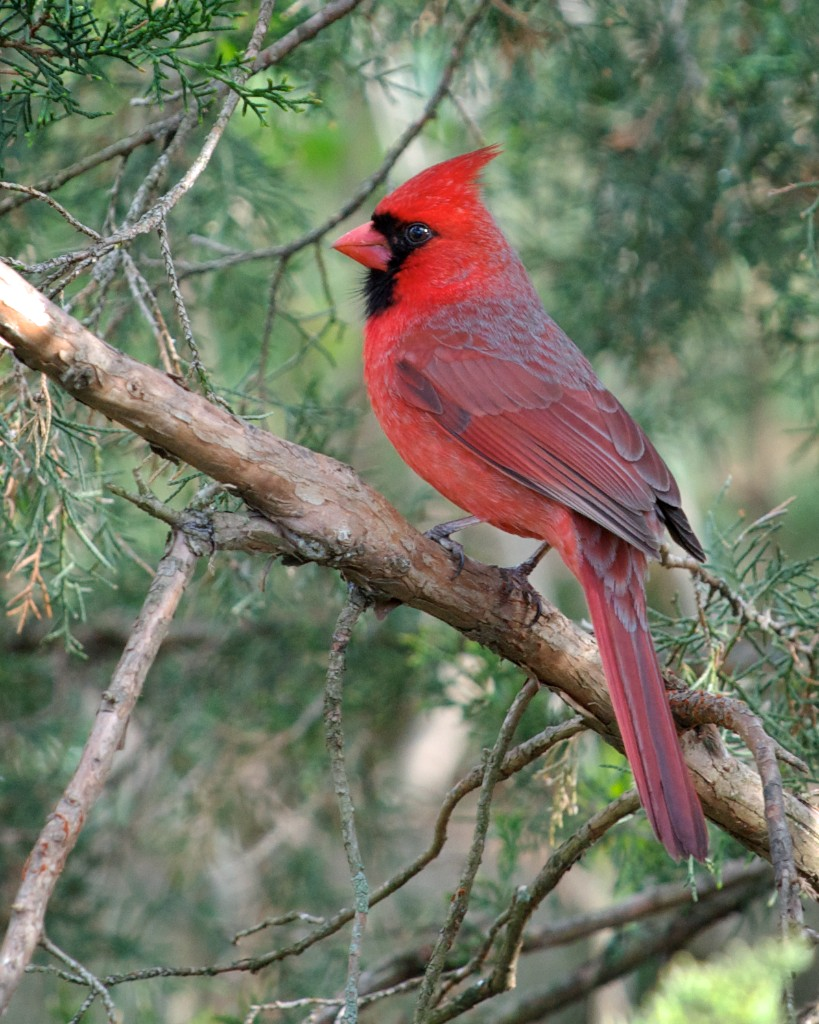
Cardinale della Virginia
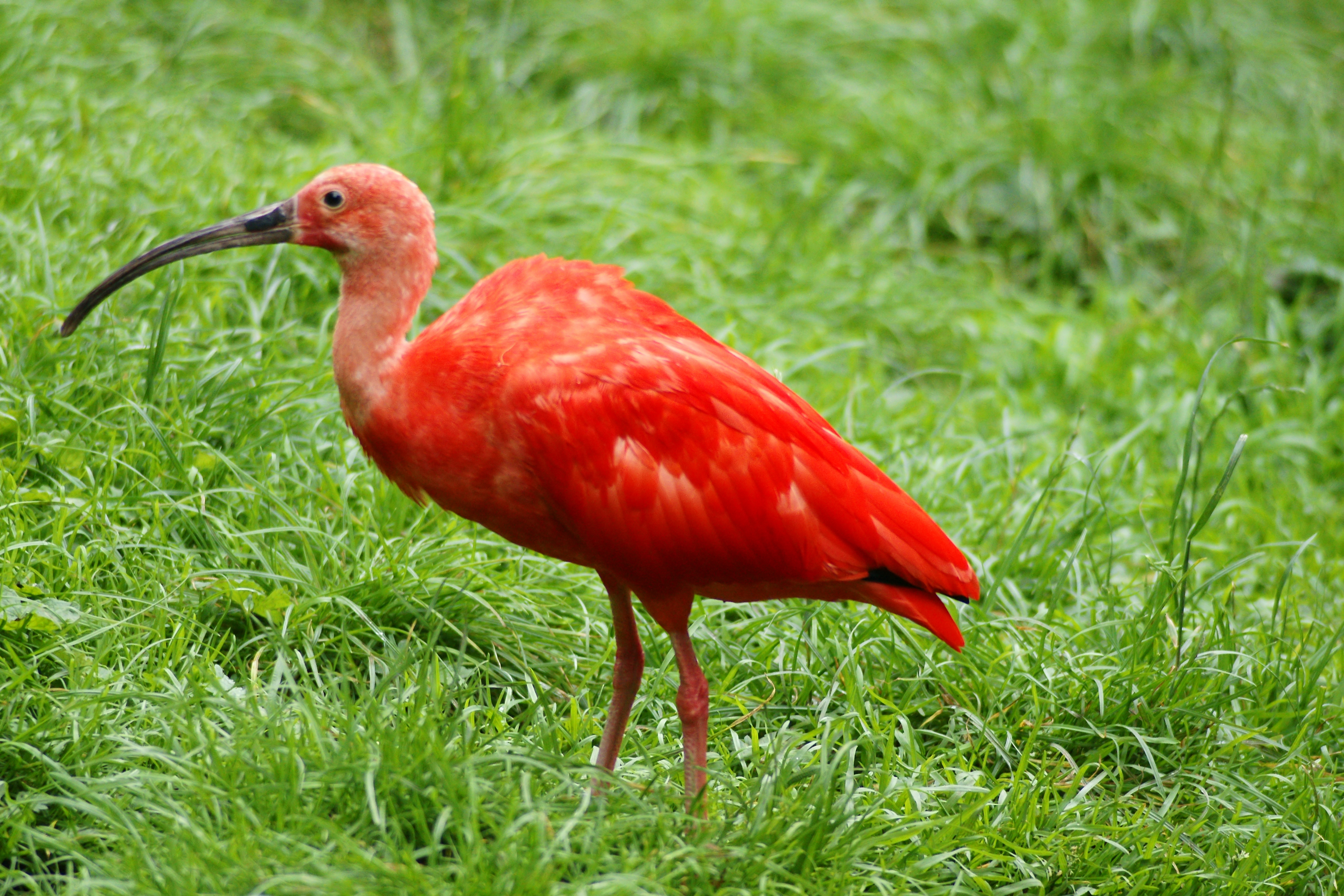
Ibis rosso
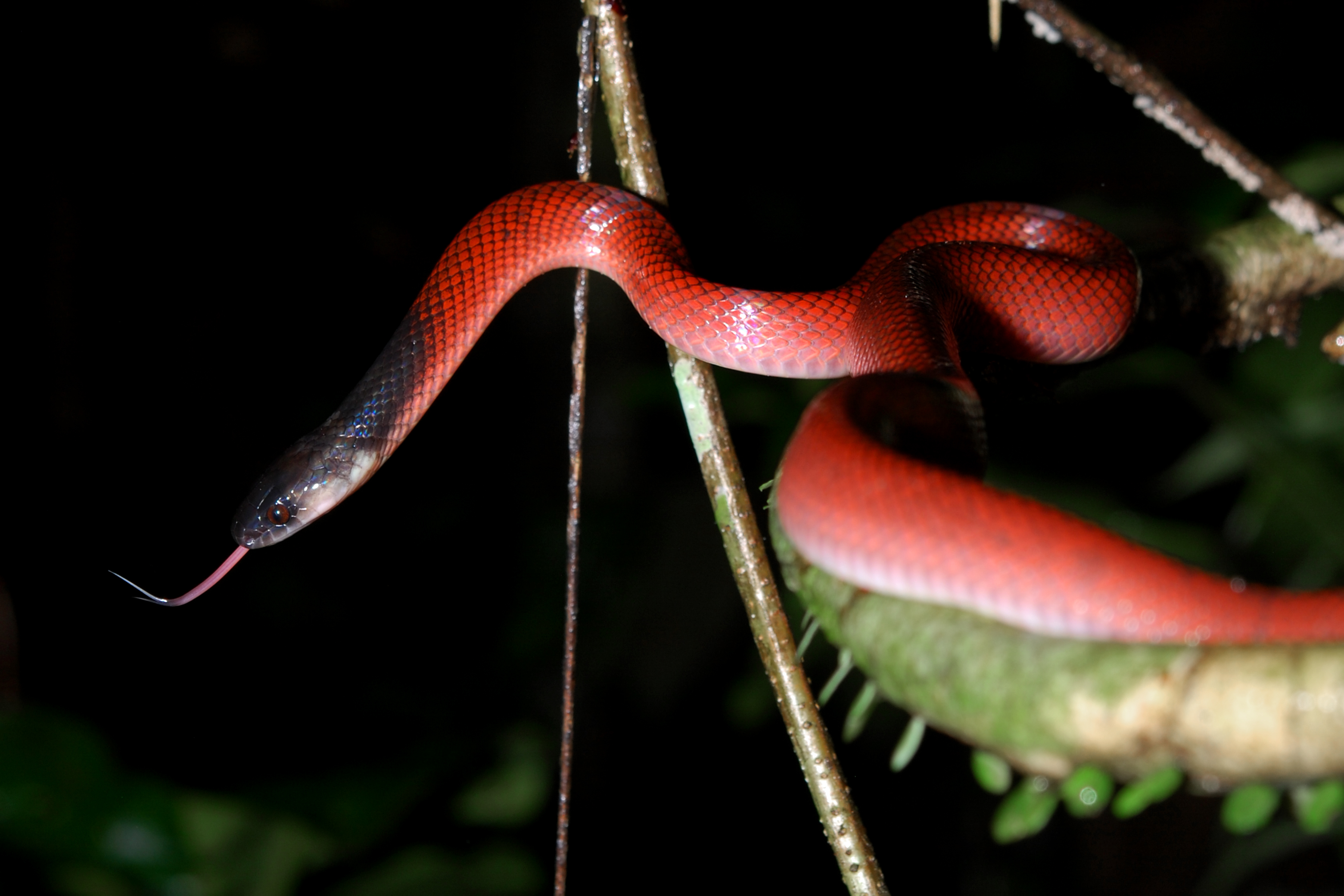
Oxyrhopus melanogenys
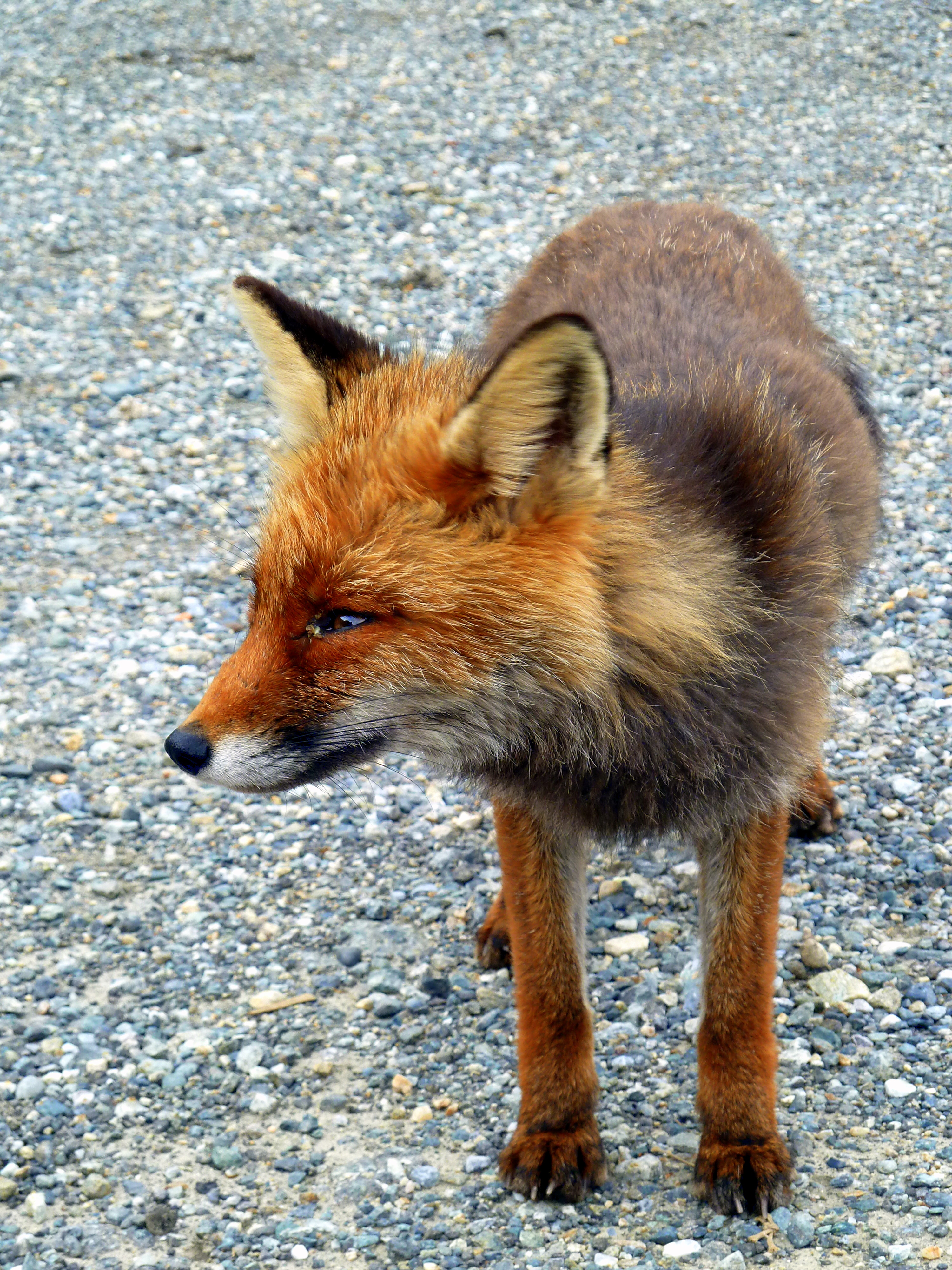
Volpe rossa
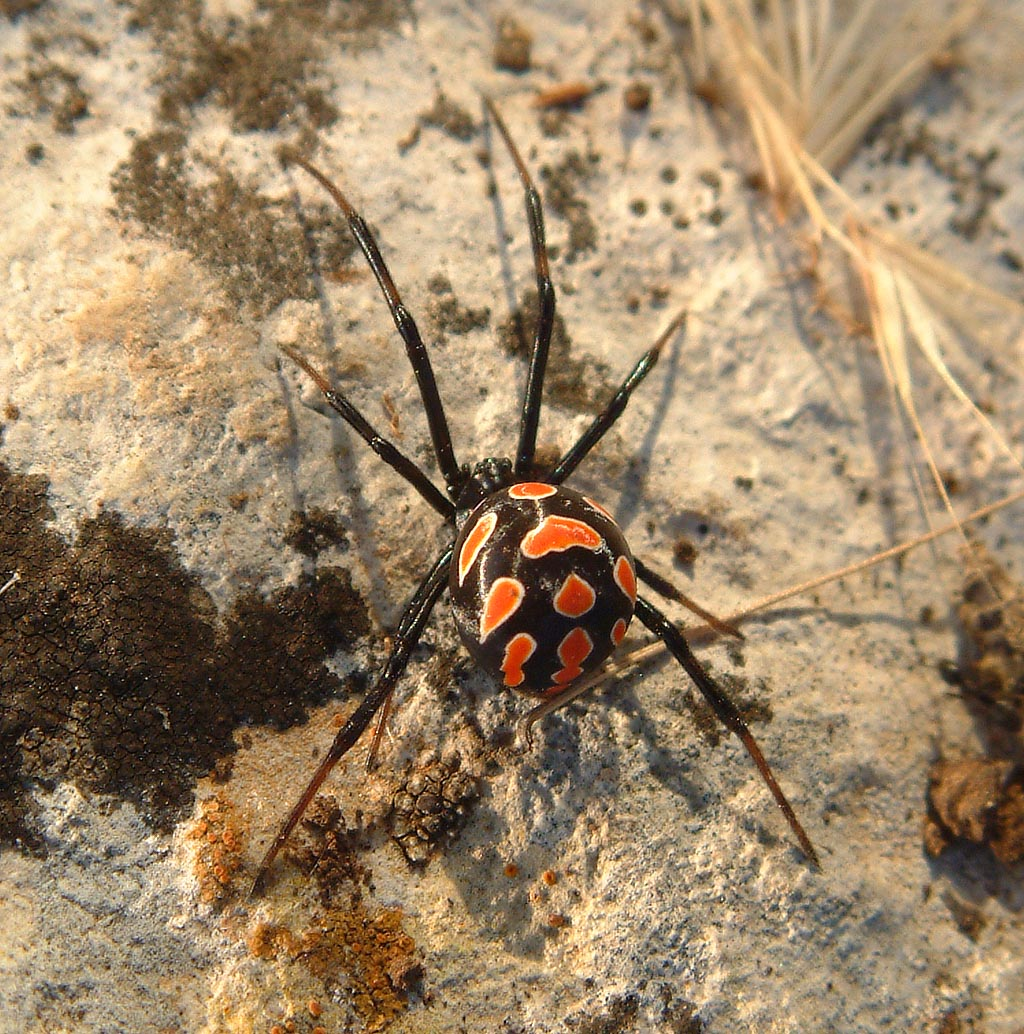
Macchie rosse aposematiche della vedova nera mediterranea

Oltre a essere uno dei colori dell'arcobaleno, tinte di colore rosso sono osservabili nel cielo durante l'alba e il tramonto. Talvolta si può osservare questo colore anche nel fenomeno delle aurore polari.
Il pianeta Marte è stato inoltre definito il "pianeta rosso" per via del suo aspetto rossastro, dovuto alla presenza di ossido di ferro sulla sua superficie. Raramente, anche la Luna appare di colore rosso.
Sebbene il colore rosso sia identificato spesso con il fuoco, in realtà le fiamme possono avere dei colori più o meno differenti, che dipendono dalla temperatura della fiamma e dalla natura delle sostanze combuste.

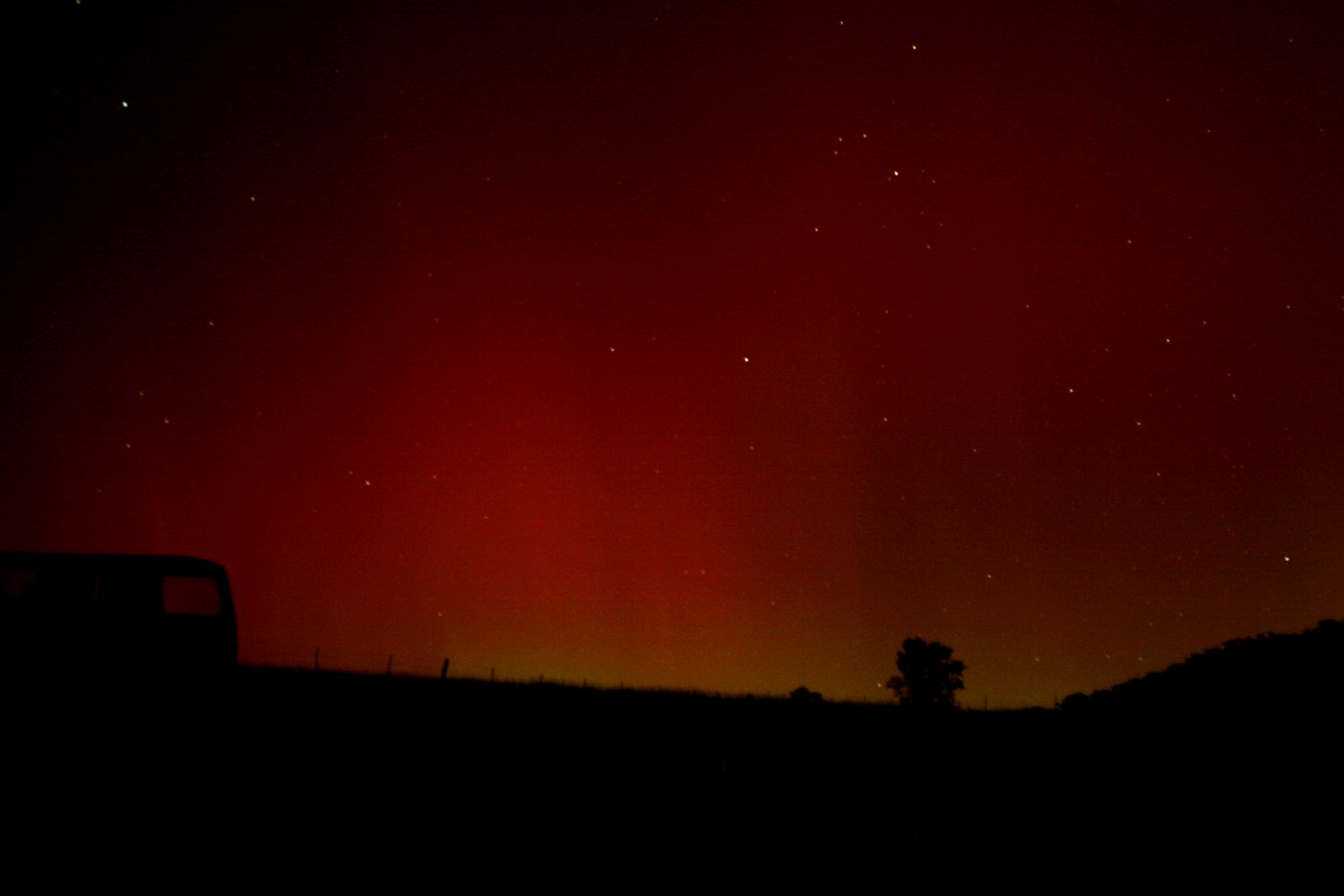
Aurora australe di colore rosso
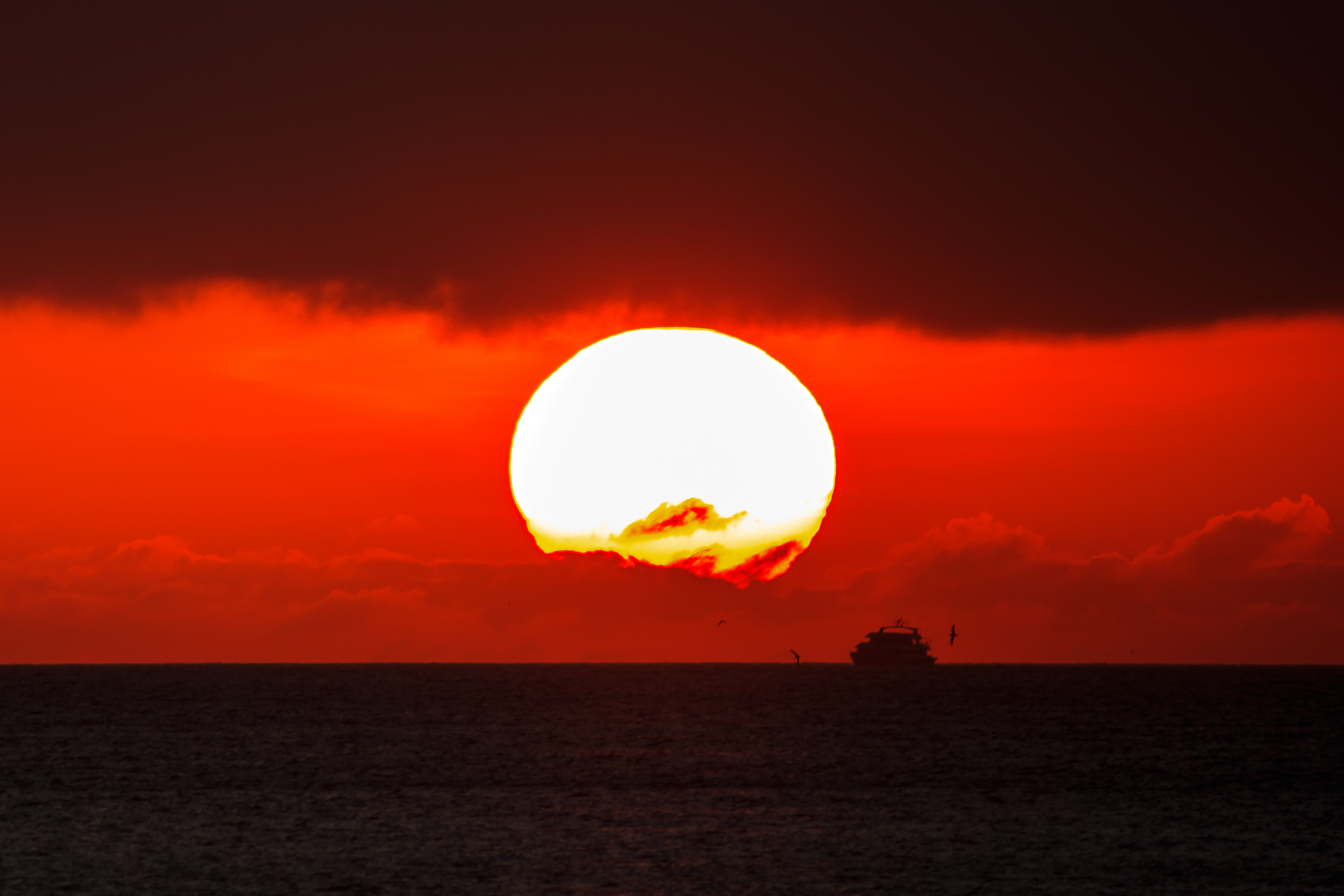
Cielo tinto di rosso al tramonto
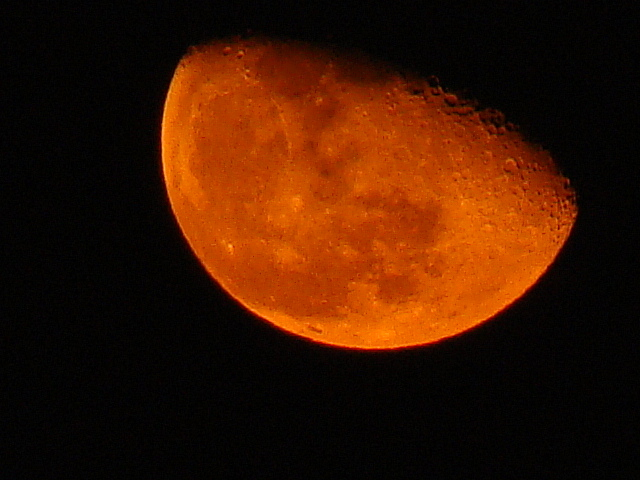
Luna rossa
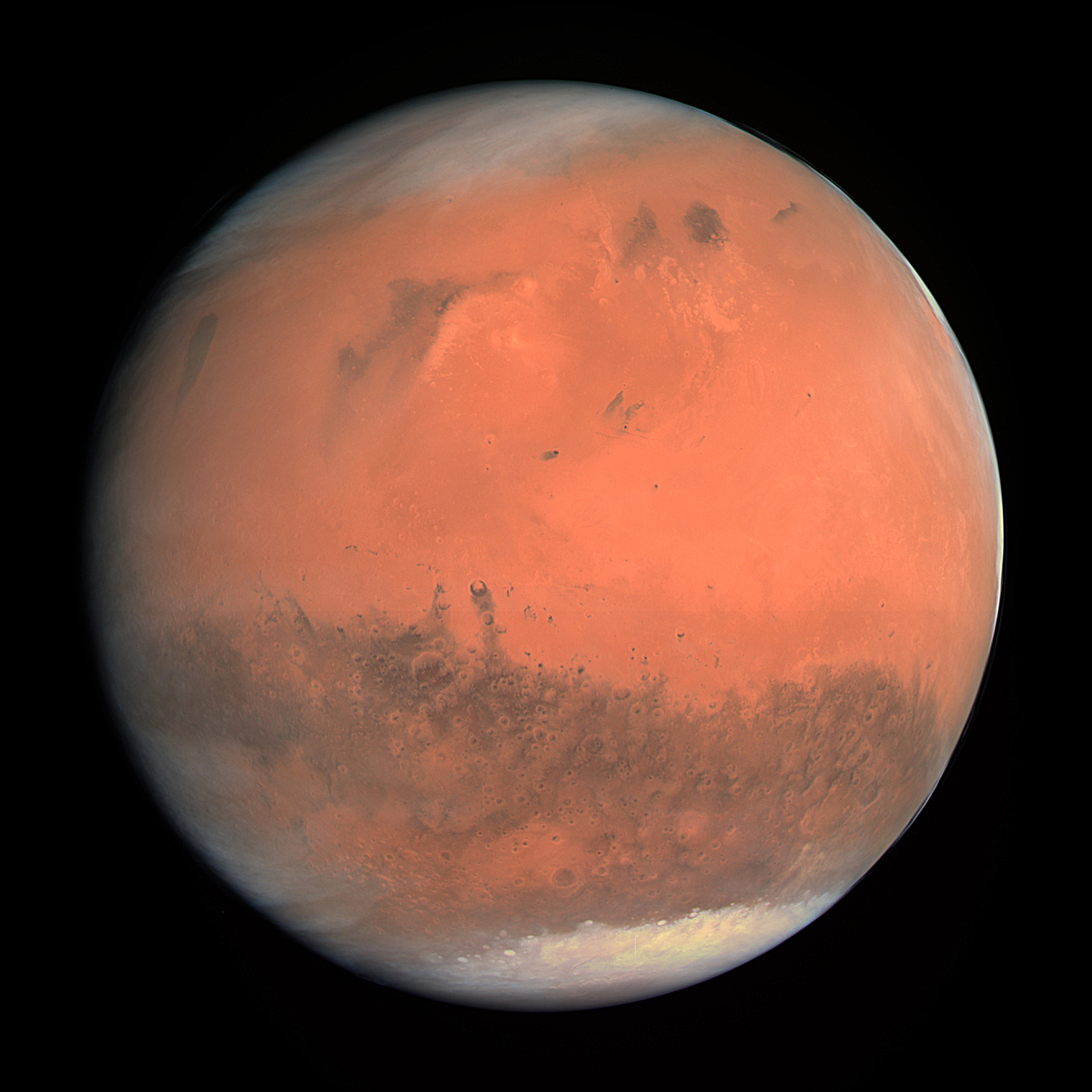
Immagine a colori reali di Marte
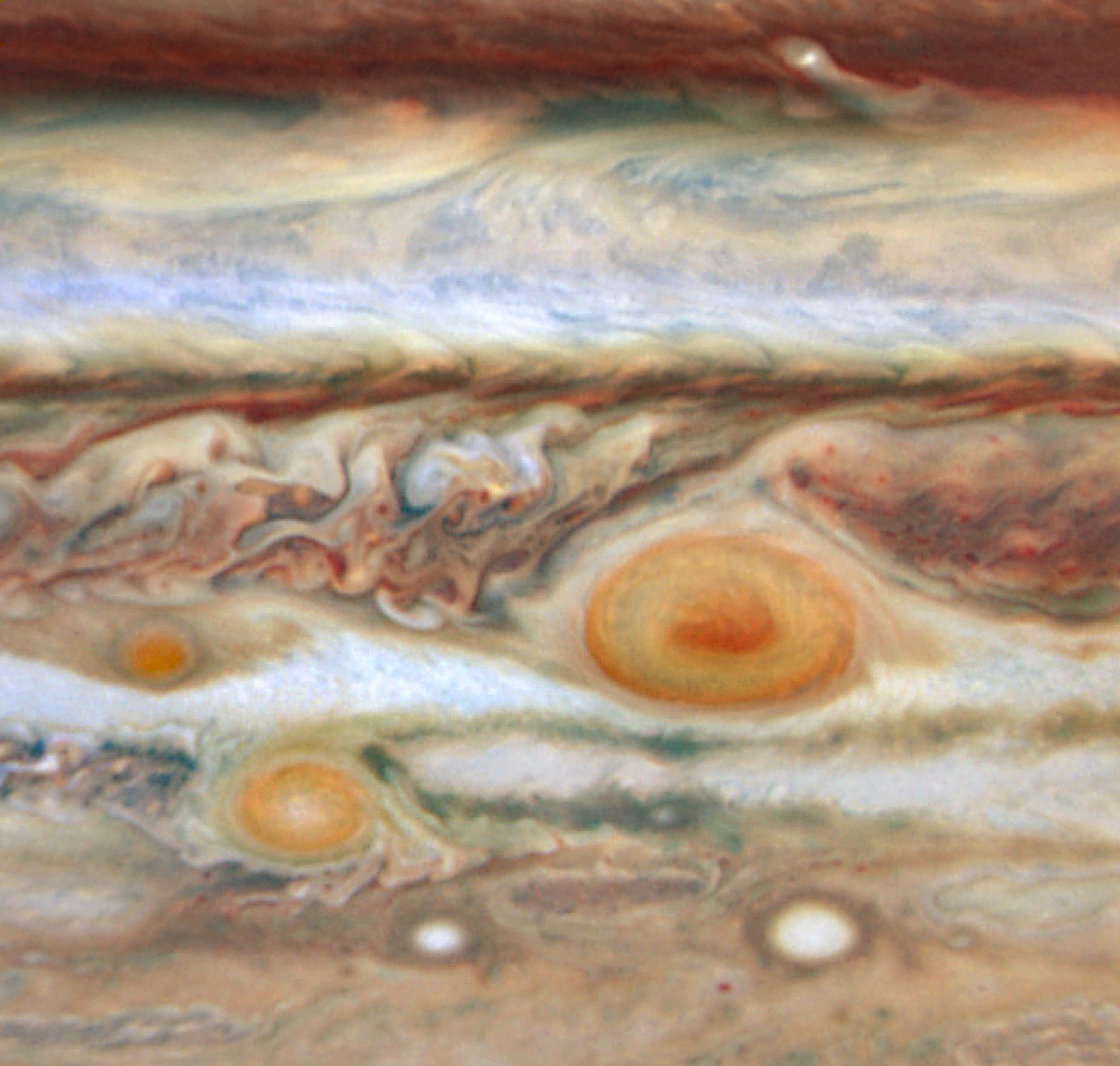
La Grande macchia rossa di Giove

## Percezione

### Negli esseri umani

Risposta dei coni a ciascuna lunghezza d'onda dello spettro visivo. Il campo del rosso è maggiormente coinvolto dai coni di tipo L rispetto ai coni di M, mentre i coni di tipo S non sono sensibili al rosso.

Negli esseri umani, il colore rosso viene percepito attraverso dei coni (che sono delle cellule fotorecettrici presenti sulla retina dell'occhio) appositamente deputati a distinguere i colori. Esistono tre tipi di coni nell'occhio umano: S, M e L. Ciascuno di questi tipi percepisce un particolare intervallo di colori e la percezione dei singoli colori nasce dalla combinazione dei diversi stimoli. In particolare il colore rosso è associato ad una stimolazione dei coni L molto maggiore rispetto alla stimolazione dei coni M (mentre i coni S non ricevono stimolo dal rosso).

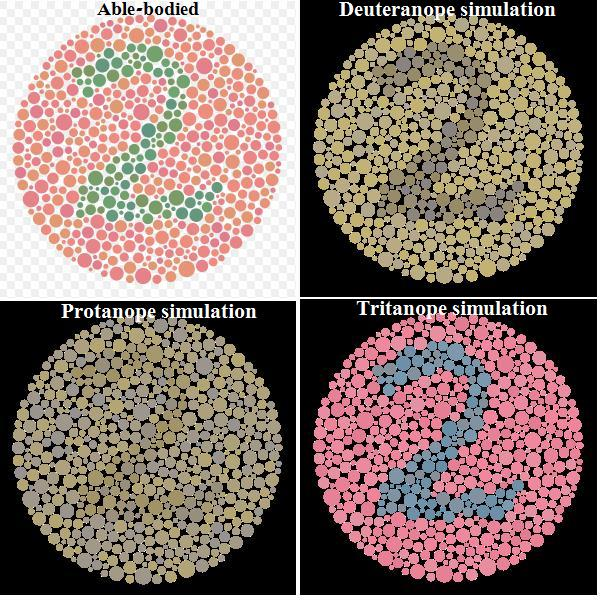
Simulazione della percezione di un'immagine del test di Ishihara nel caso di persone con scarsa sensibilità al rosso (in basso a sinistra) rispetto a come viene percepita dalla maggioranza della popolazione (in alto a sinistra)

Tra gli esseri umani possono esserci differenze sostanziali nella percezione del rosso. Si parla di "protanomalia" qualora sia deficitaria la sensibilità per il rosso e "protanopia" ad indicare assenza totale di sensibilità per il rosso.

### Negli animali
Siccome le caratteristiche dell'apparato visivo sono differenti per ogni tipo di animale, non tutti gli animali riescono a distinguere il colore rosso. Ad esempio i cani e i gatti non lo distinguono.
Allo stesso modo, i bovini non riescono a percepire il colore rosso, in quanto possiedono un numero di recettori per questo colore insignificante. Per tale motivo, la pratica dei toreri di sventolare davanti al toro un mantello rosso in realtà non attira l'attenzione del toro a causa del colore rosso, che non distingue, bensì solo a causa del movimento del mantello.
I ragni, potendo percepire solo il colore verde e colori nell'ultravioletto, non percepiscono il colore rosso. Non percepiscono il colore rosso neanche: le api, i gamberi, il polpo, il calamaro, il coniglio e lo scoiattolo.

## Colorazione

### Pigmenti e coloranti
Pigmenti di colore rosso erano già utilizzati nella preistoria, come testimoniano diverse pitture rupestri, e nell'Antico Egitto, dove si trovano pitture su papiro o graffiti che contengono elementi in colore rosso. I Fenici produssero per primi la porpora estraendolo tale pigmento dal murice comune, un mollusco gasteropode appartenente alla famiglia dei Muricidi. La porpora veniva utilizzata nell'Antica Grecia e nell'Antica Roma per colorare le stoffe più pregiate. In realtà il colore di tale pigmento, che può essere estratto anche da altre lumache di mare, può essere più simile all'indaco, al viola o al rosso a seconda del tipo di specie.
La tabella seguente indica alcuni dei pigmenti e coloranti che sono o sono stati utilizzati in diverse applicazioni (tra cui nell'arte, nella stampa, nella verniciatura e come coloranti alimentari):
| Nome comune           | Altre denominazioni                                                                              | Formula chimica        | Origine | Applicazioni e controindicazioni                                                               | Immagine |
| --------------------- | ------------------------------------------------------------------------------------------------ | ---------------------- | --- | ---------------------------------------------------------------------------------------------- | -------- |
| Minio                 |                                                                                                  | 2PbO·PbO2              | Minerale | Utilizzato anticamente come pigmento pittorico (in particolare per le miniature)               |          |
| Cinabro               |                                                                                                  | HgS                    | Estratto anticamente dall'omonimo minerale; attualmente lo stesso pigmento, chiamato vermiglione (avente la stessa formula chimica), è preparato sinteticamente | È tossico soprattutto se prodotto naturalmente per la presenza del mercurio                    |          |
| Rosso di garanza      |                                                                                                  |                        | Estratto dalla pianta Rubia tinctorum |                                                                                                |          |
| Brasileina            |                                                                                                  |                        | Ottenuta per ossidazione della brasilina, a sua volta estratta da legni rossi, come il pernambuco, il verzino e il pau brasil                                   | Anticamente utilizzata nella tintura della lana e della seta                                   |          |
| Rosso segnale         |                                                                                                  |                        | |                                                                                                |          |
| Rosso laccato         |                                                                                                  | C24H16Cl3N3O2          | |                                                                                                |          |
| Rosso cadmio          |                                                                                                  | CdS (Se) oppure CdSe   | |                                                                                                |          |
| Lacca rosa di Francia |                                                                                                  |                        | |                                                                                                |          |
| Porpora               |                                                                                                  | C16H8Br2N2O2+SnO2•nH2O | Estratto anticamente dal murice comune (Bolinus brandaris); con lo stesso nome si indicano altri pigmenti simili estratti da altre lumache di mare              |                                                                                                |          |
| Cocciniglia           | Carminio, rosso naturale, E 120, acido carminico                                                 | C32H24N6O5             | Ottenuto dalla cocciniglia del carminio (Dactylopius coccus); a causa del suo costo elevato, viene spesso ottenuto artificialmente;                             | Colorante alimentare e per prodotti farmaceutici non destinati a bambini, asmatici e allergici |          |
| Oricello              | Orceina, orchile, E 121                                                                          |                        | | Vietato l'uso come colorante alimentare dal 1977                                               |          |
| Azorubina             | Carmoisina, E122, disodio 4-idrossi-2-[(E)-(4-solfonato-1-naftil) diazenil]naftalene-1-solfonato |                        | | Colorante alimentare                                                                           |          |
| Amaranto              | E123                                                                                             |                        | | Colorante alimentare vietato negli USA dal 1976 in quanto potenzialmente cancerogeno           |          |
| Ponceau 4R            | Rosso cocciniglia A, E124                                                                        |                        | | Colorante alimentare vietato in alcuni paesi                                                   |          |
| Scarlatto GN          | E125                                                                                             |                        | | Vietato dal 1977                                                                               |          |
| Ponceau 6R            | E126                                                                                             |                        | | Vietato dal 1977                                                                               |          |
| Eritrosina            | E127, acido 2-(6-idrossi-2,4,5,7-tetraiodo-3-osso-xanten-9-il)benzoico                           |                        | | Colorante alimentare vietato negli USA                                                         |          |
| Rosso 2G              | E128                                                                                             |                        | | Vietato in quanto potenzialmente cancerogeno                                                   |          |
| Rosso allura AC       | E129                                                                                             |                        | | Possibilmente allergenico                                                                      |          |

### In pirotecnica

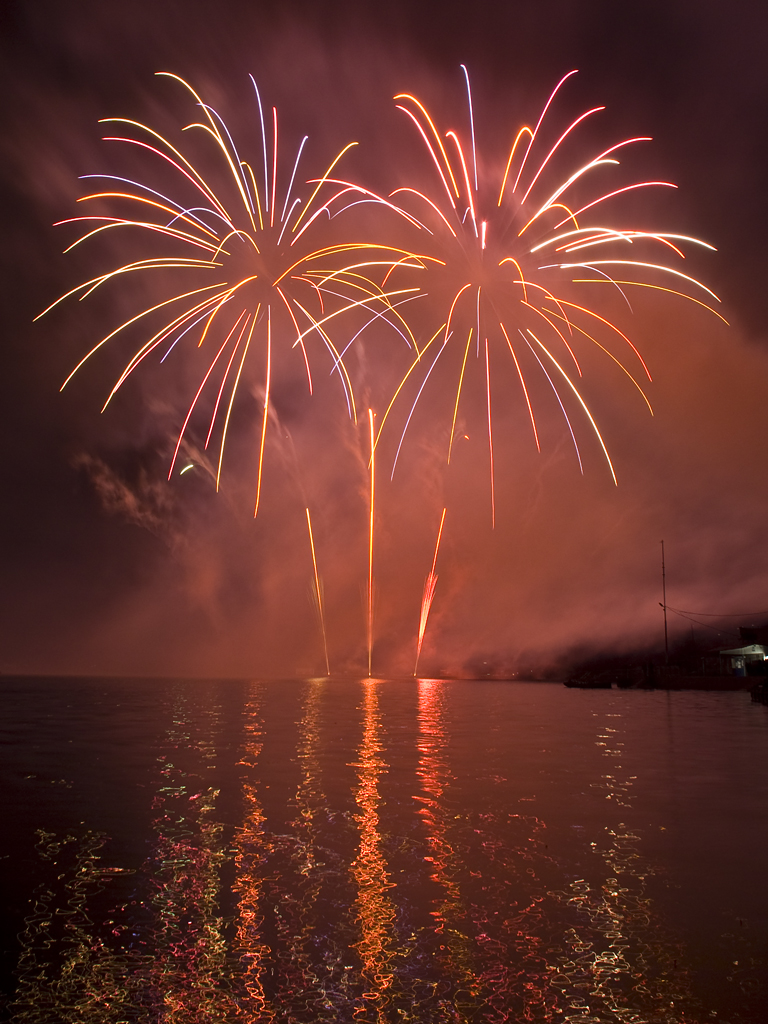
Giochi d'artificio di colore rosso.

Nell'ambito pirotecnico, giochi d'artificio di colore rosso o sue sfumature possono essere ottenuti da sali di stronzio (ad esempio carbonato di stronzio) o di litio (ad esempio carbonato di litio o cloruro di litio).

### Nel vetro
Il vetro puro è costituito da silice (SiO2) in forma amorfa. Normalmente appare più o meno trasparente. La colorazione del vetro si ha attraverso l'aggiunta di certe sostanze, ottenendo un determinato colore a seconda delle sostanze aggiunte, della loro concentrazione e della tecnica utilizzata.
In particolare, per ottenere vetro di tinta rossa o tendente al rosso, possono essere adottate varie tecniche:
- addizione nella struttura del vetro di cadmio con selenio, zolfo e uranio (se usato in vetro al piombo con alte percentuali di piombo)
- per precipitazione di colloidi di selenio, rame o oro (ad esempio per la produzione del vetro cranberry).

### Nella tecnologia laser
Assieme al verde, il rosso è uno dei colori più utilizzati dai laser.
La lunghezza d'onda della luce emessa dal laser (cioè il colore del laser) dipende dalla natura chimica del materiale utilizzato. In particolare, per produrre luce laser di colore rosso, possono essere usati diversi tipi di laser, tra cui:

Lunghezze d'onda associate ai diversi tipi di laser commerciali.

- Laser a rubino
- Laser al krypton
- Laser a elio-neon

### In chimica analitica
Nell'ambito della chimica analitica qualitativa, il colore rosso viene spesso utilizzato per identificare la presenza di determinate sostanze.
Esempi di indicatori che danno colore rosso sono:
- Rosso cresolo
- Rosso di bromofenolo
- Rosso di clorofenolo
- Rosso fenolo
- Rosso metile
- Rosso pirogallolo

Nel saggio alla fiamma, una fiamma di colore rosso può indicare la presenza di: calcio, europio, litio o stronzio. In generale, fiamme di colore rosso indicano una temperatura di fiamma più bassa rispetto a fiamme di altri colori.
Nell'indicatore universale, il colore rosso denota una soluzione con pH fortemente acido.

### In istologia

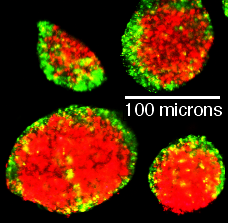
Cellule al microscopio colorate con DiI.

Nell'ambito delle analisi istologiche, possono essere utilizzate delle sostanze (marcatori fluorescenti) che colorano alcune particolari strutture biologiche, in modo da facilitarne l'identificazione al microscopio.
Alcuni esempi di coloranti istologici che colorano determinati tessuti in rosso sono:
- DiI (perclorato di 1,1'-diottadecil-3,3,3',3'-tetrametilindocarbocianina)
- Rosso di rutenio
- Rosso Congo
- Azocarminio

## Codifica

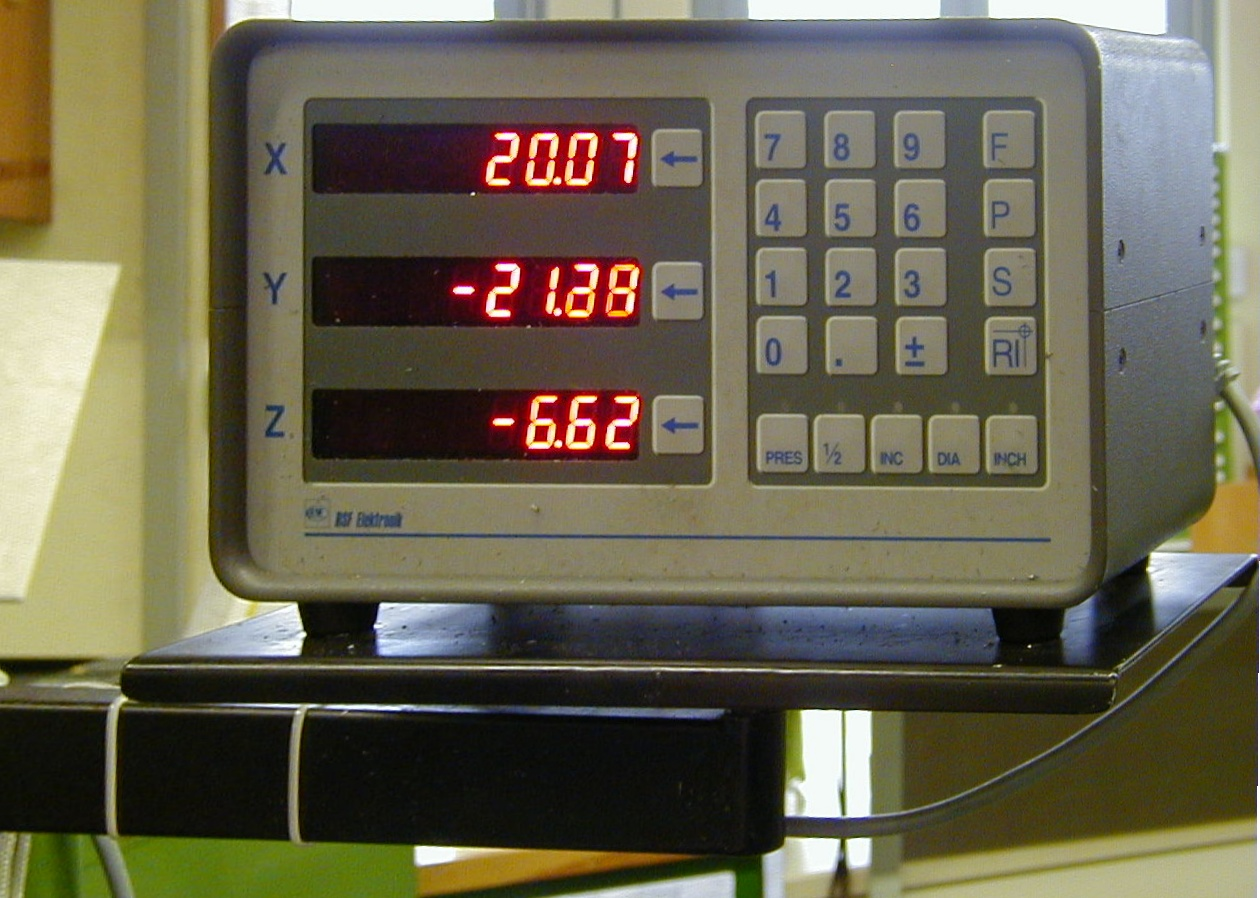
Esempio di display a sette segmenti.

Nell'ambito dell'elettronica, prima dell'avvento degli schermi a colore, il rosso non poteva essere visualizzato attraverso gli schermi in bianco e nero, sebbene era (ed è ancora) uno dei colori più ampiamente utilizzati nei display a sette segmenti.
A partire dall'introduzione delle tecniche di cinematografia a colori (come il processo Kinemacolor del 1908 e il successivo Technicolor del 1916), è stato possibile visualizzare nello stesso schermo elettronico diverse sfumature di colori, tra cui anche il rosso, utilizzando diverse codifiche del colore, tra cui quelle indicate di seguito.

### RGB

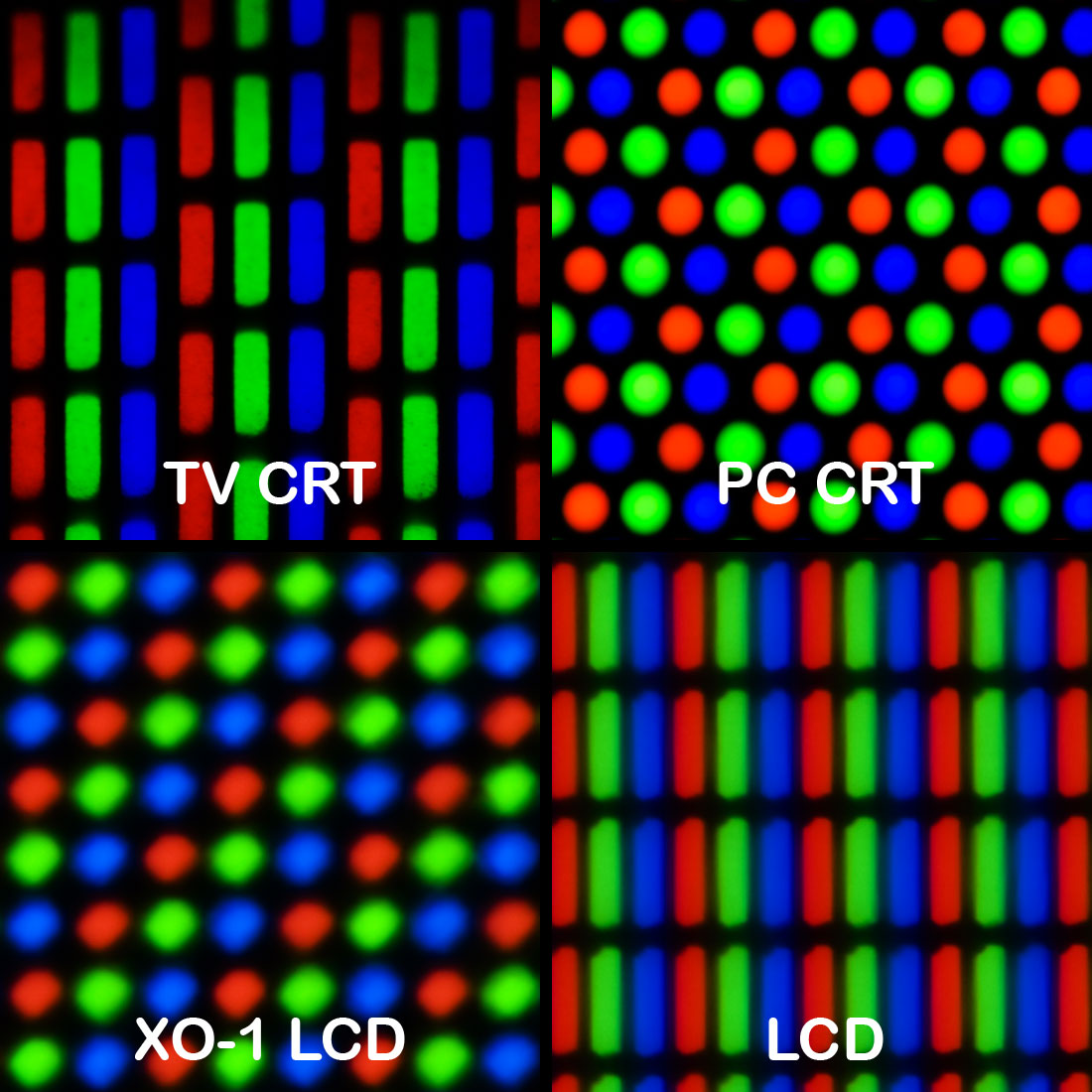

Il rosso è uno dei tre colori utilizzati come colori primari nella codifica RGB assieme al verde e al blu. Essendo il primo tra i colori della terna RGB, il codice RGB del rosso "puro" è quindi (255; 0; 0), ovvero con il valore massimo (255) della componente rossa e un valore nullo (0) delle componenti verde e blu. Tale combinazione nel sistema numerico esadecimale (HEX) corrisponde al valore #FF0000 (utilizzato ad esempio nel linguaggio HTML per identificare il colore rosso).
Gli schermi che si basano sulla codifica RGB hanno 3 tipi di pixel: rossi, verdi e blu, aventi una forma e una disposizione differente a seconda dello specifico tipo di schermo (ad esempio TV CRT, PC CRT o LCD); la visualizzazione del colore "rosso" corrisponde dunque all'accensione dei soli pixel di colore rosso, mentre la visualizzazione di varianti del colore rosso corrisponde ad una combinazione dei 3 tipi di pixel nella quale i pixel di colore rosso sono accesi con maggiore intensità rispetto ai pixel di colore verde e blu.

### CMYK

Il colore rosso (triangolo in basso) può essere ottenuto dalla miscelazione sottrattiva del giallo (Y) e del magenta (M).

Nella codifica CMYK (ciano-magenta-giallo-nero), che si basa sulla miscelazione dei colori sottrattiva, il colore rosso è rappresentato come il colore ottenuto dall'addizione del giallo e del magenta, ovvero dalla quadrupla (0; 100; 100; 0), dove le componenti del giallo e del magenta presentano il valore massimo (100) mentre i componenti del ciano e del nero presentano valori nulli (0).

### HSV
Nella codifica HSV (tonalità, saturazione e valore), la tonalità del colore rosso è associata ad un angolo di 0°, per cui il colore rosso è rappresentato dalla terna (0°; 100%; 100%), dove la saturazione e il valore del colore sono entrambi al loro valore massimo (100%).

### HSL
Nella codifica HSL (tonalità, saturazione e luminosità), la tonalità del colore rosso è associata ad un angolo di 0°, per cui il colore rosso è rappresentato dalla terna (0°; 100%; 50%), dove la saturazione del colore è al loro valore massimo (100%), mentre la luminosità è al valore medio (50%).

### In HTML
In HTML, i colori possono essere rappresentati attraverso un codice esadecimale che corrisponde al codice RGB del colore. Inoltre ad alcuni di questi colori sono associati dei nomi che possono essere utilizzati in sostituzione del codice esadecimale, al fine di facilitarne la memorizzazione. A parte il colore identificato con il nome inglese "red" (rosso), che rappresenta una particolare tonalità di rosso, ovvero quella che corrisponde al codice RGB (255; 0; 0) (in esadecimale #FF0000), i seguenti nomi di "colori rossi" sono riconosciuti da tutti i browser moderni:
| Rappresentazione | Nome        | Codice esadecimale |
| ---------------- | ----------- | ------------------ |
|                  | LightSalmon | #FFA07A            |
|                  | Salmon      | #FA8072            |
|                  | DarkSalmon  | #E9967A            |
|                  | LightCoral  | #F08080            |
|                  | IndianRed   | #CD5C5C            |
|                  | Crimson     | #DC143C            |
|                  | Red         | #FF0000            |
|                  | FireBrick   | #B22222            |
|                  | DarkRed     | #8B0000            |

### Pantone
Il sistema Pantone è stato messo a punto negli anni cinquanta per poter classificare i colori e "tradurli" nel sistema di stampa a quadricromia CMYK grazie a un codice arbitrario composto da due campi, nel primo dei quali può essere presente una parola (ad esempio "RED", rosso) o un numero di due cifre che si riferisce alla famiglia di appartenenza.
Dal 2000, il Pantone Color Institute dichiara un particolare colore all'anno detto "Color of the Year". Quelli che seguono sono le sfumature di rosso a cui è stato assegnato il titolo di "Colore dell'anno":

## Combinazioni con altri colori
Nell'ambito del web, miscelando miscelazione sottrattiva il colore "rosso" (inteso come colore la cui codifica esadecimale è #FF0000) con altri colori, si ottengono le seguenti combinazioni:
| Rosso (#FF0000) | + | Bianco (#FFFFFF) | = | Rosa (#FF8080)        |
| Rosso (#FF0000) | + | Nero (#000000)   | = | Rosso scuro (#800000) |
| Rosso (#FF0000) | + | Giallo (#FFFF00) | = | Arancione (#FF8000)   |
| Rosso (#FF0000) | + | Blu (#0000FF)    | = | Viola (#800080)       |
| Rosso (#FF0000) | + | Verde (#00FF00)  | = | Verde oliva (#808000) |

Le combinazioni della tabella precedente sono valide solo "a video" e i colori risultanti sono ottenuti a partire dal codice del colore, ovvero attraverso un procedimento matematico da cui si ottiene il codice del colore che è la combinazione "teorica" dei primi due colori.

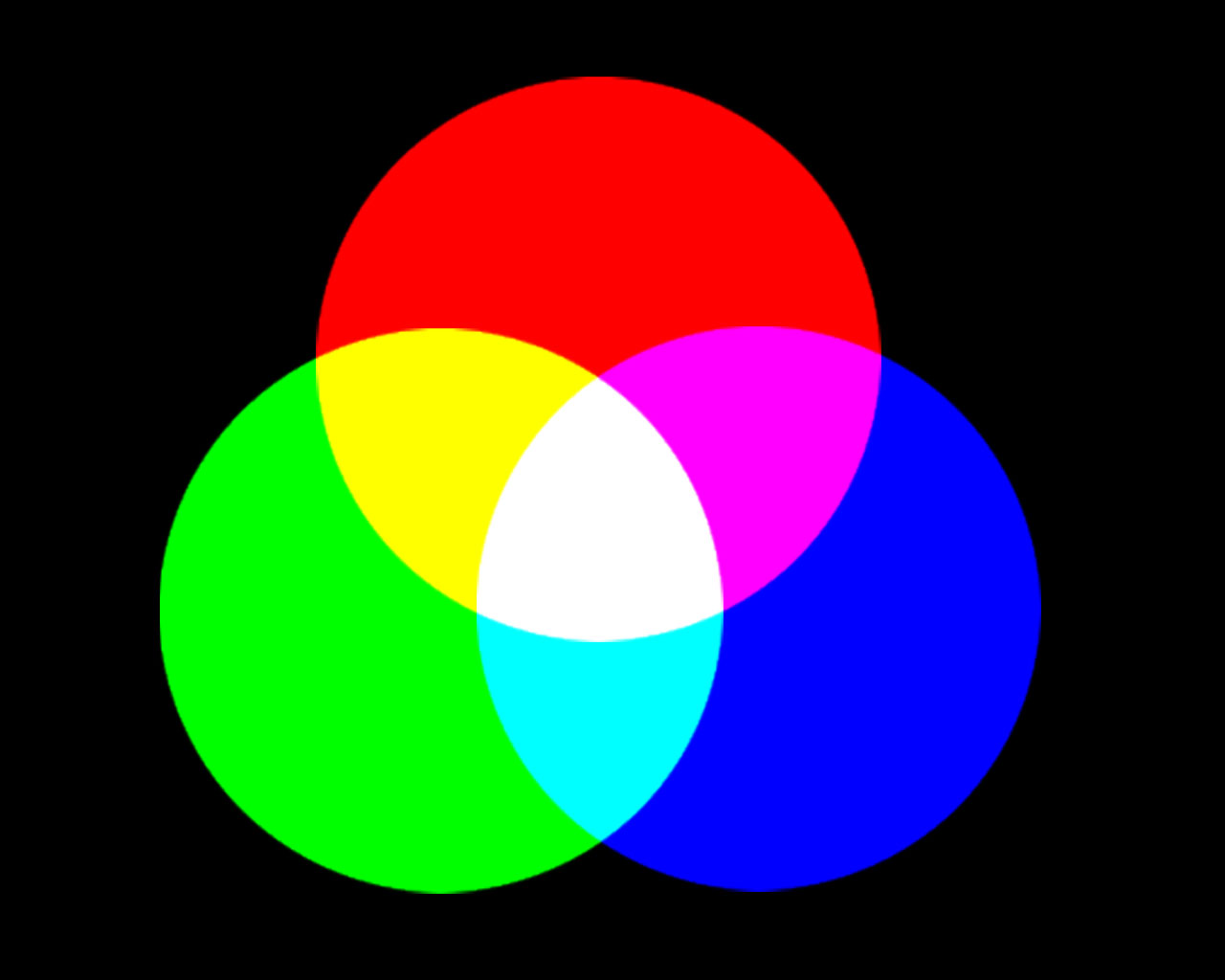
Dalla combinazione additiva del rosso con il verde si ottiene il giallo, mentre con il blu si ottiene il magenta. Dalla combinazione additiva dei tre colori rosso, verde e blu, si ottiene il bianco.

Nel caso della pittura, della stampa e in altri ambiti in cui il colore rosso non è ottenuto su uno schermo elettronico, bensì attraverso l'utilizzo di un pigmento o colorante, il colore che ne risulta può essere più o meno differente a seconda delle sostanze utilizzate, dal supporto e della proporzione dei due colori iniziali. Ad esempio, nel caso dei colori ad olio, la combinazione di un pigmento rosso e di un pigmento blu fornisce un colore piuttosto scuro, ovvero il pigmento blu "predomina" sul rosso, così come avviene in generale miscelando un pigmento chiaro con uno più scuro, per cui, a meno che non si voglia dipingere un quadro molto scuro, si tenderà a utilizzare una quantità maggiore di pigmenti chiari e una quantità minore di pigmenti scuri. Inoltre il cosiddetto gamut di uno schermo elettronico (ovvero l'insieme dei colori che lo schermo è in grado di produrre) è molto differente dall'insieme di colori che possono essere rappresentati nella pittura o in altre tecniche, per cui il colore "rosso" o altri colori visualizzati su uno schermo saranno differenti dagli stessi colori rappresentati con altre tecniche.
La miscelazione del rosso con gli altri colori fornisce dei risultati differenti da quelli indicati sopra nel caso in cui si utilizzino tecniche di miscelazione additiva (ad esempio combinando tra loro due fasci di luce di due colori).

## Simbolismo

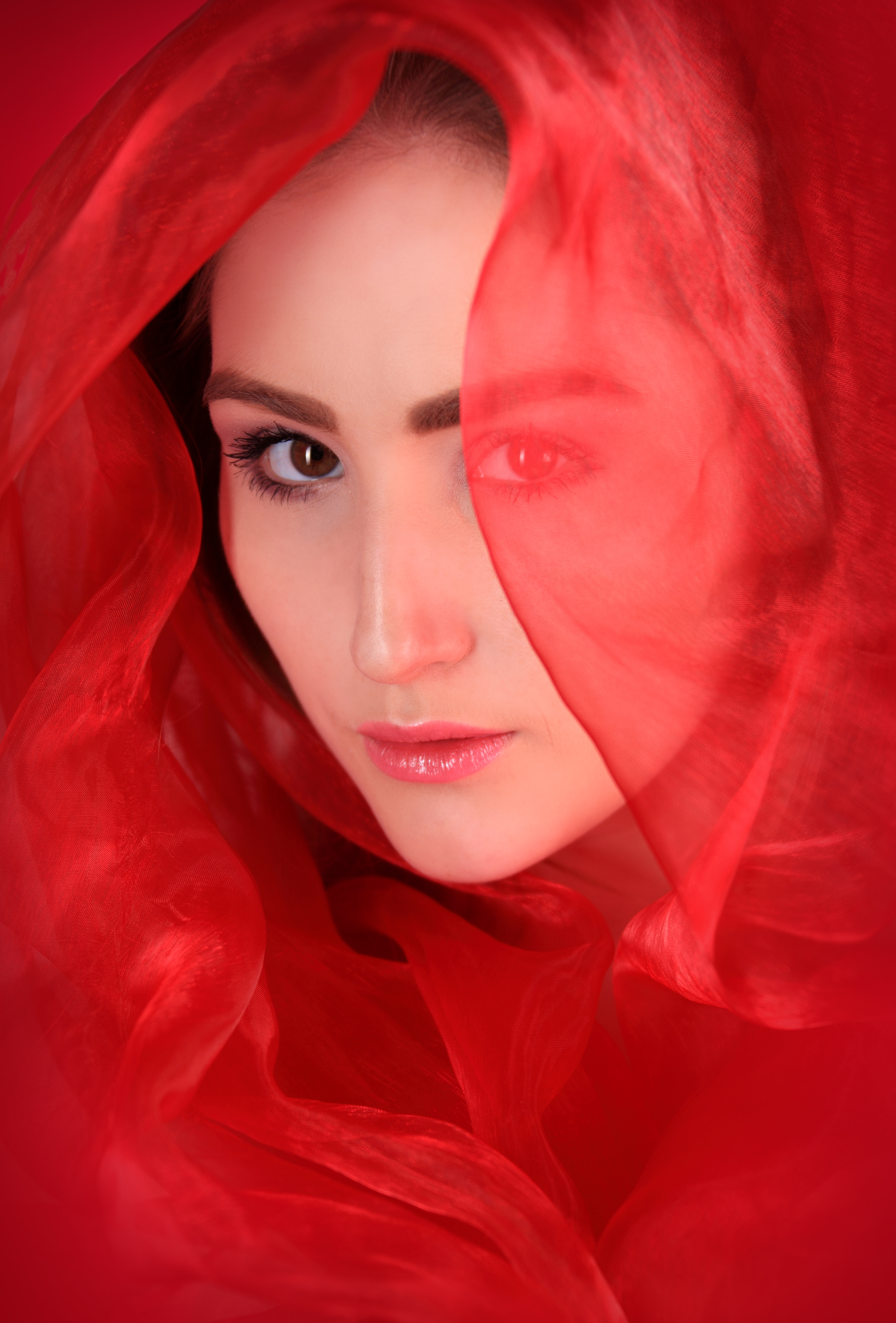
Un viso femminile avvolto in foulard rosso.

Il rosso è un colore considerato potente e dominante, trasmette continuamente energia ed è difficile da ignorare, in quanto attira la nostra attenzione. Questo colore è espressione di: slancio, velocità, potere e gioia, ma anche: pericolo e passione, odio, rabbia, guerra, sessualità e amore romantico.
Nell'Antico Egitto il rosso (detto "DeSheR") aveva connotazioni differenti a seconda delle associazioni: poteva essere considerato benefico quando era simbolo della creazione del corpo umano, che si ipotizzava fosse originato da un impasto di argilla inerte e sangue, apportatore di vita, ma era connotato in modo malefico quando era associato all'aridità infuocata del deserto il cui nome (DeSheReT) deriva dal colore rosso.

### In psicologia
Il colore rosso viene generalmente associato all'aggressività. Secondo uno studio dell'università di Münster, indossare divise rosse durante le competizioni sportive favorisce la vittoria.

### Nell'arte

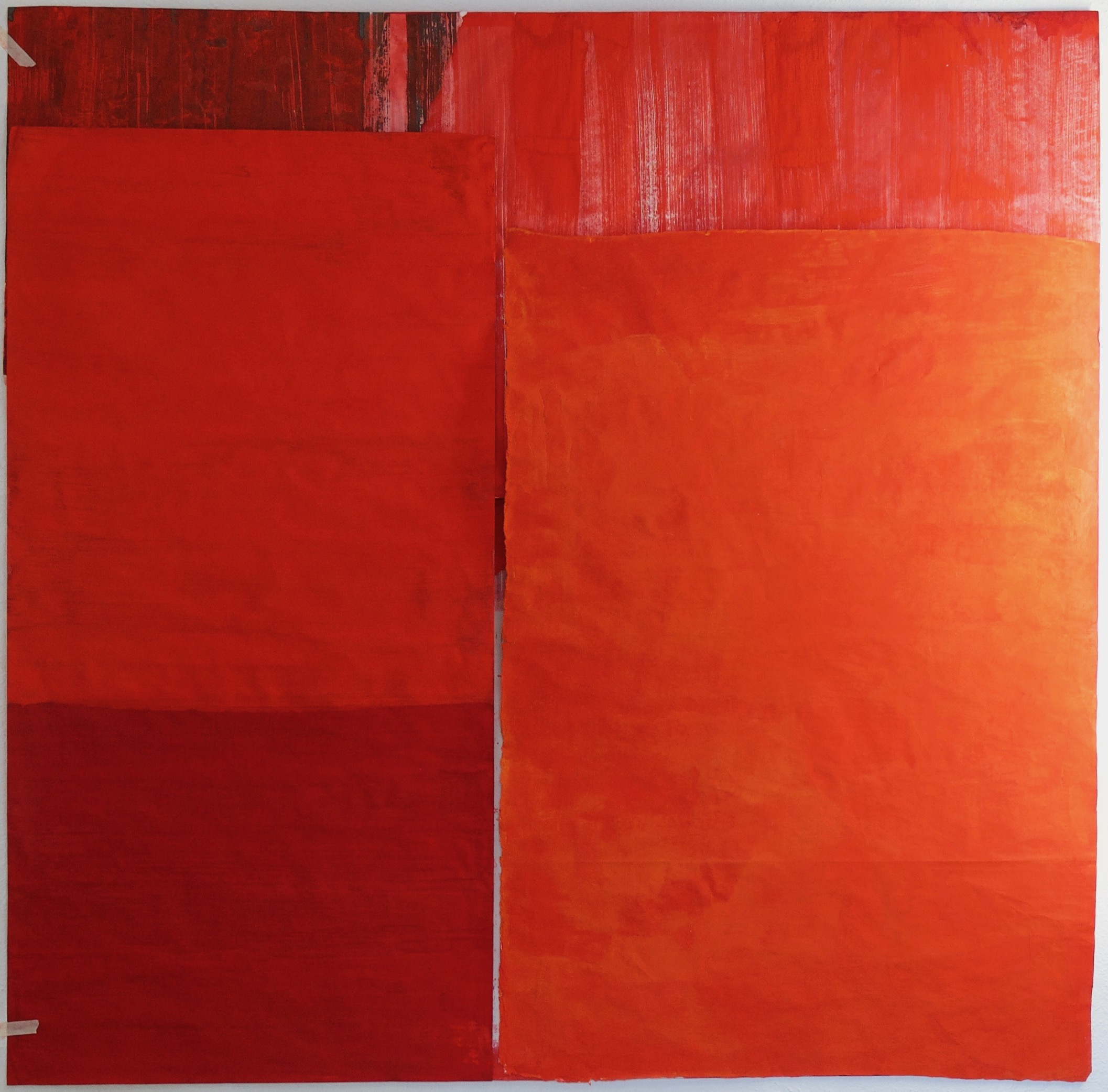
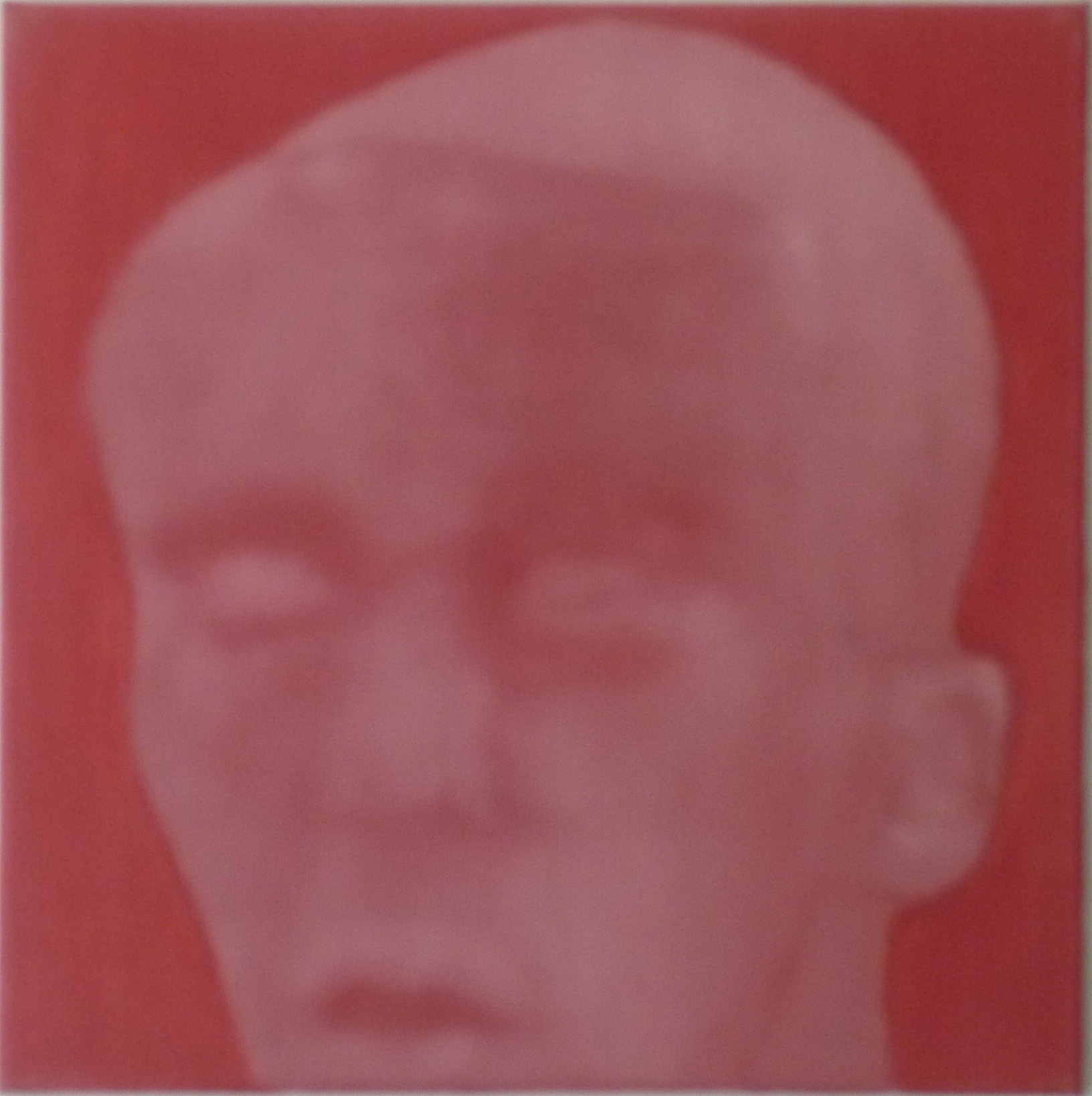
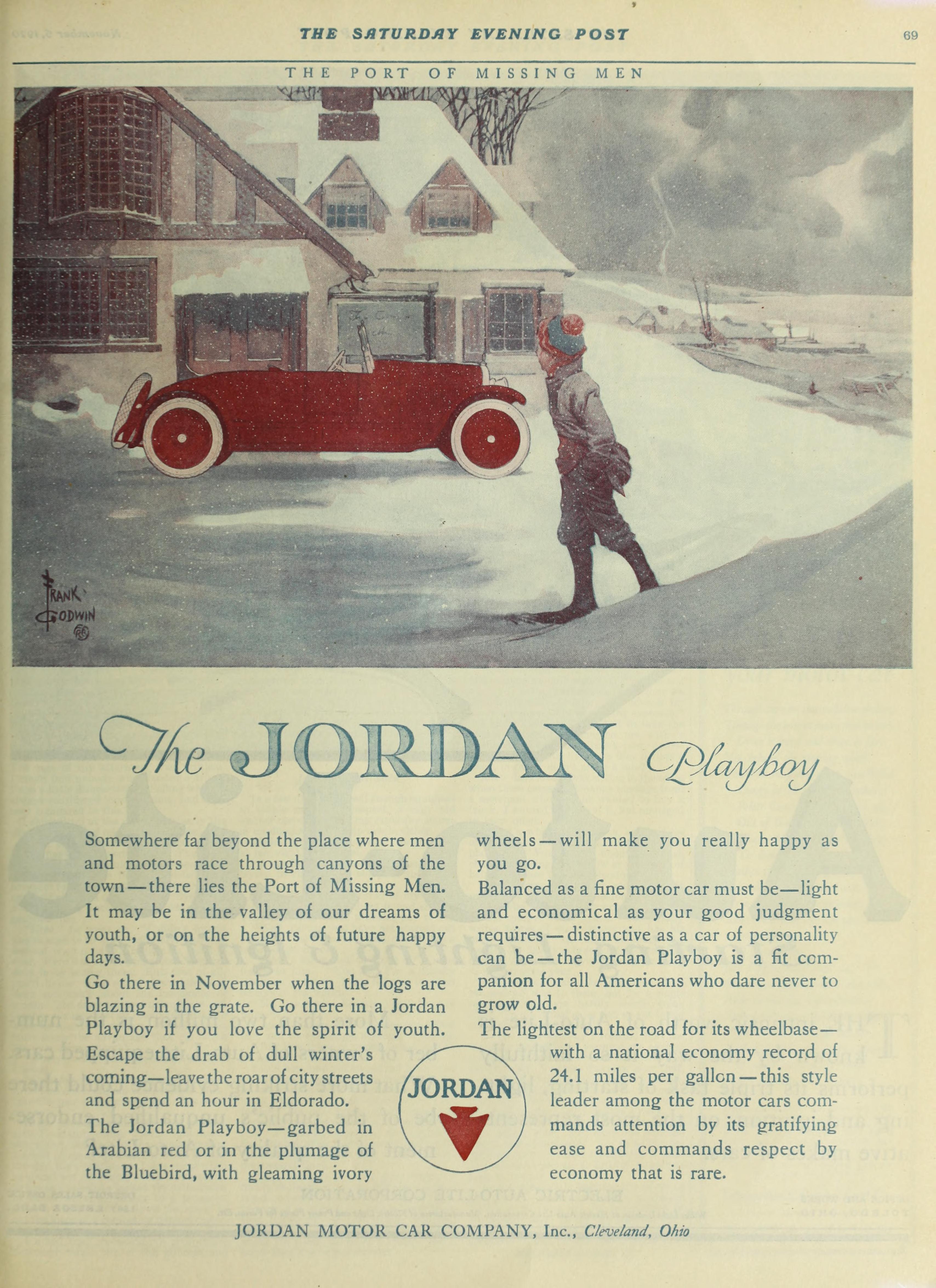
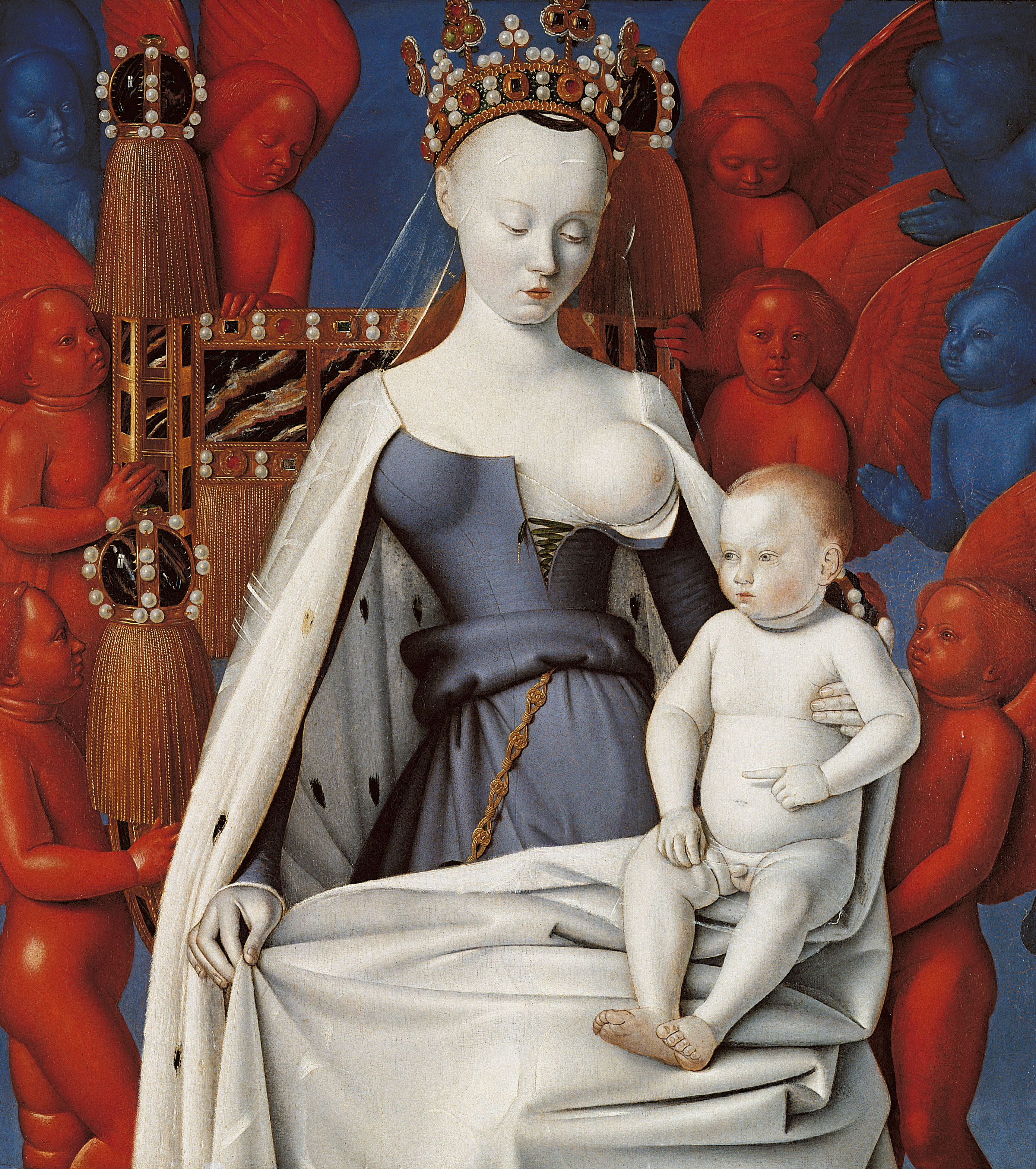
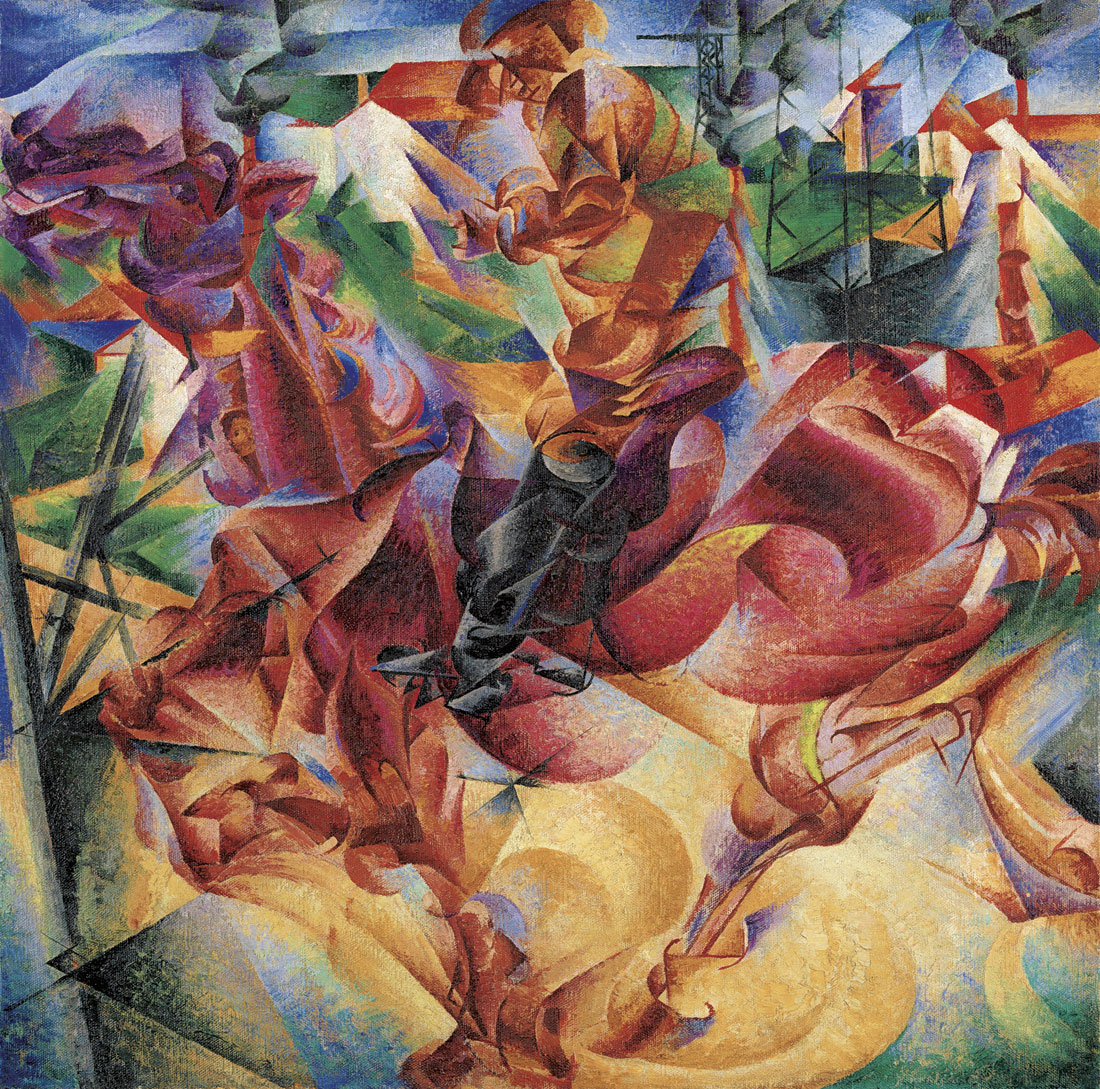

### In politica, araldica e vessillologia
- Con l'inizio della Rivoluzione del 1848, il rosso venne utilizzato in Europa dai socialisti, spesso sotto forma di bandiera rossa. Utilizzato anche dalle "camicie rosse" di Giuseppe Garibaldi nel Risorgimento italiano, venne in seguito utilizzato dai gruppi della sinistra. La bandiera rossa e nera simboleggia invece l'anarchismo.
- Nel medioevo, il rosso simboleggiava il guelfismo: simbolo dell'aquila rossa che aggraffa il drago. Successivamente, in politica, ha cambiato completamente significato, e nell'immaginario popolare europeo, per molto tempo è stato associato alla politica di sinistra, anche se originariamente simboleggiava valori opposti alla politica filo-socialista. L'identificazione del comunismo con il rosso "socialista" ha poi portato all'uso del rosso per la bandiera dell'Unione Sovietica ed alla Stella rossa come simbolo comunista. In Italia, grazie all'esplosione del PCI negli anni settanta, di cui colore ufficiale era il rosso, diviene simbolo della sinistra politica, al contrario di altri paesi, dove il rosso, è il colore della destra (U.S.A.). Il rosso, era anche il colore della bandiera nazionalsocialista; svastica nera su sfondo rosso.
- Pur essendo nell'immaginario popolare europeo legato al comunismo, negli Stati Uniti il rosso è anche il colore-simbolo del Partito Repubblicano.
- Il rosso era il colore tipico di alcuni ornamenti che contrassegnavano gli antichi equites romani.[28]

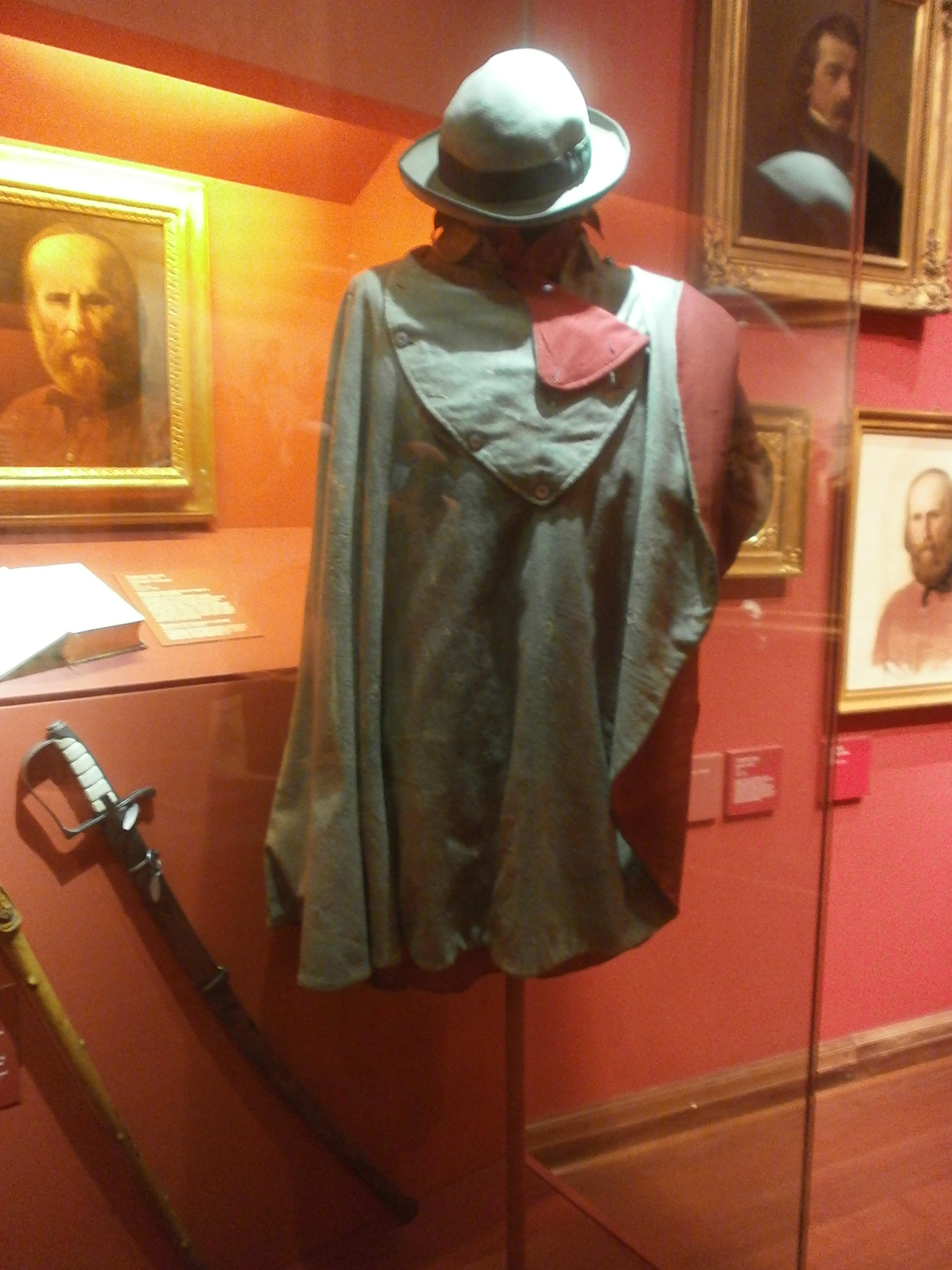
Poncho e camicia rossa di Garibaldi - Museo del Risorgimento di Milano

### Festività e religione
- Nella liturgia cattolica di rito romano, il rosso è il colore liturgico della Domenica delle Palme, del Venerdì Santo, della Pentecoste, delle feste della Santa Croce e delle feste dei martiri. Nella Liturgia cattolica di rito ambrosiano, il rosso è invece utilizzato anche come colore delle feste eucaristiche e di parte dell'anno, corrispondente pressappoco all'estate.
- Nel rosso viene identificato il Natale e la festa di san Valentino.
- Una laurea è festeggiata con i confetti rossi.
- In Cina il rosso è simbolo di felicità e ricchezza quindi colore portafortuna, per questa ragione è utilizzato per decorazioni e addobbi nuziali.
- Il colore rosso è il simbolo buddhista della compassione.

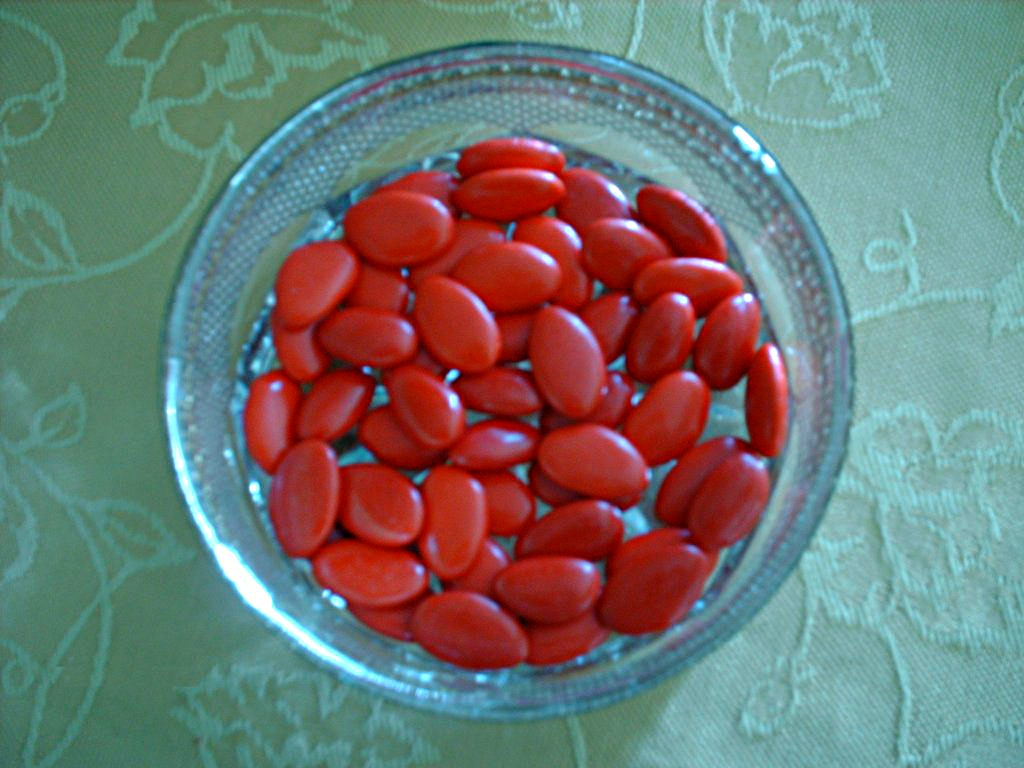
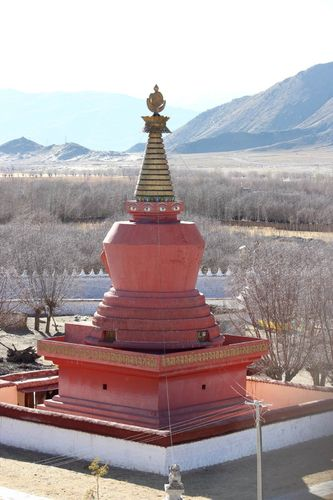

### Nella segnaletica
- Rosso è il colore che indica il calore, ad esempio nelle tubazioni o nelle mappe meteorologiche.
- Il rosso è impiegato nei segnali di pericolo o per segnalare le emergenze.
- Assieme al blu, il rosso è utilizzato nelle luci dei mezzi di soccorso (ad esempio: polizia, ambulanza, vigili del fuoco, ecc.), spesso rotanti.
- Il rosso è il colore del fuoco e contraddistingue anche gli idranti, gli estintori e i pompieri.
- Il rosso indica l'alt nella circolazione, ad esempio nei semafori.
- Una linea rossa indica nella strumentazione il limite massimo riferito alla misurazione rilevata dallo strumento stesso, ad esempio la velocità massima o il numero di giri.
- Al pronto soccorso il codice di accesso rosso significa imminente pericolo di vita, intervento immediato.

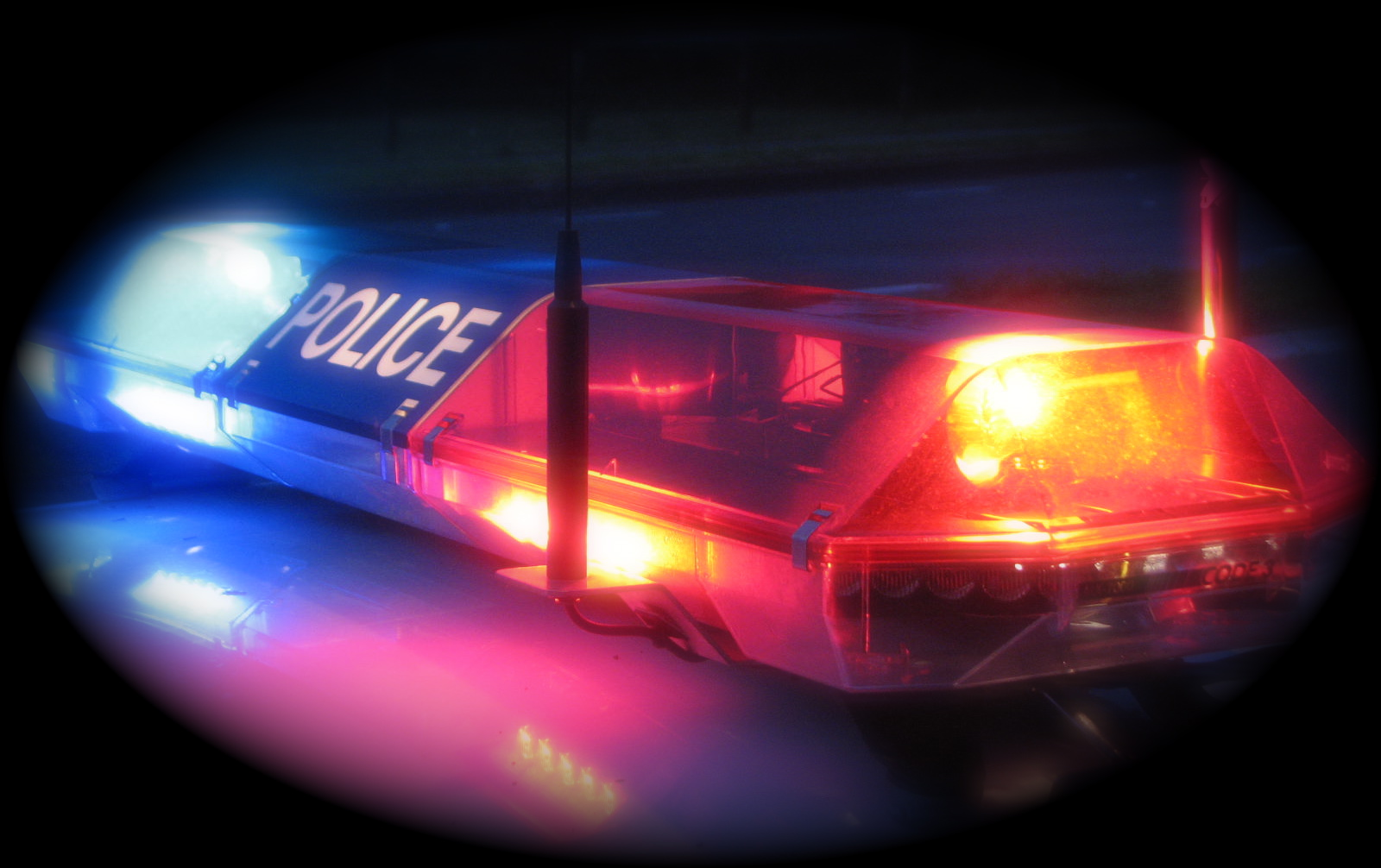
Luci blu rosse sopra il tettuccio di un'automobile della polizia
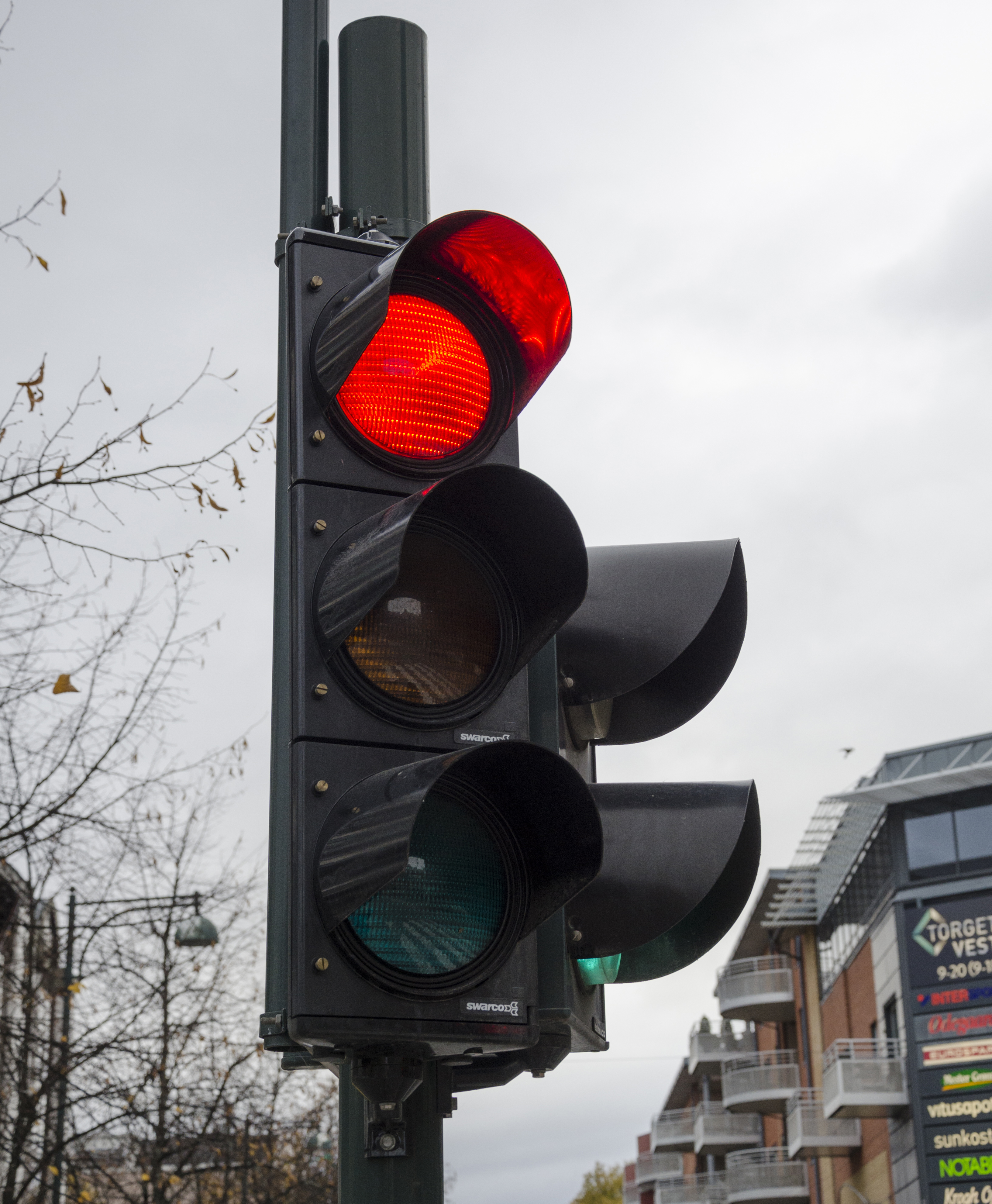
Semaforo rosso (Drammen, Norvegia)
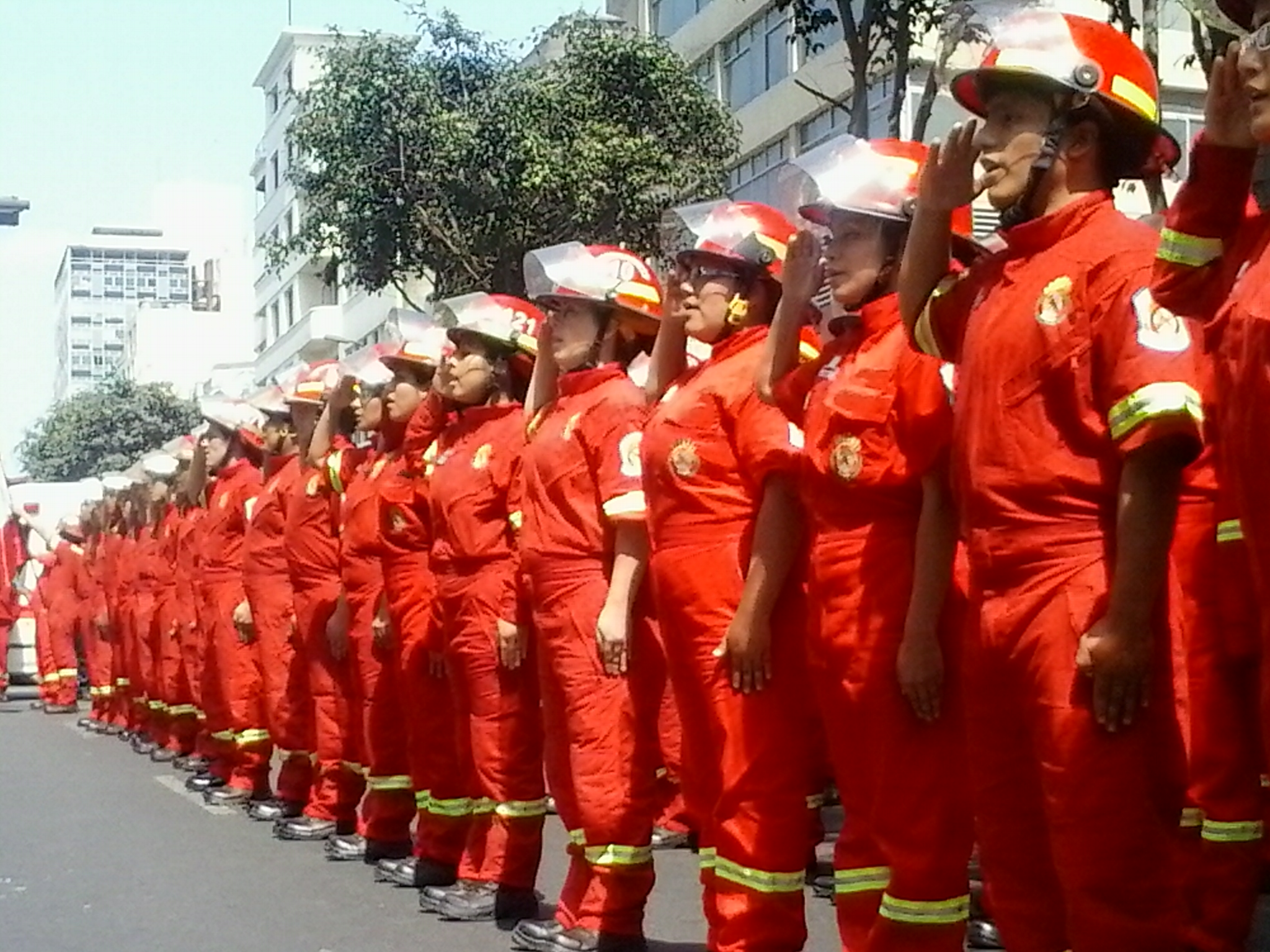
Segnale stradale di stop, che utilizza la capacità del rosso di attirare subito l'attenzione
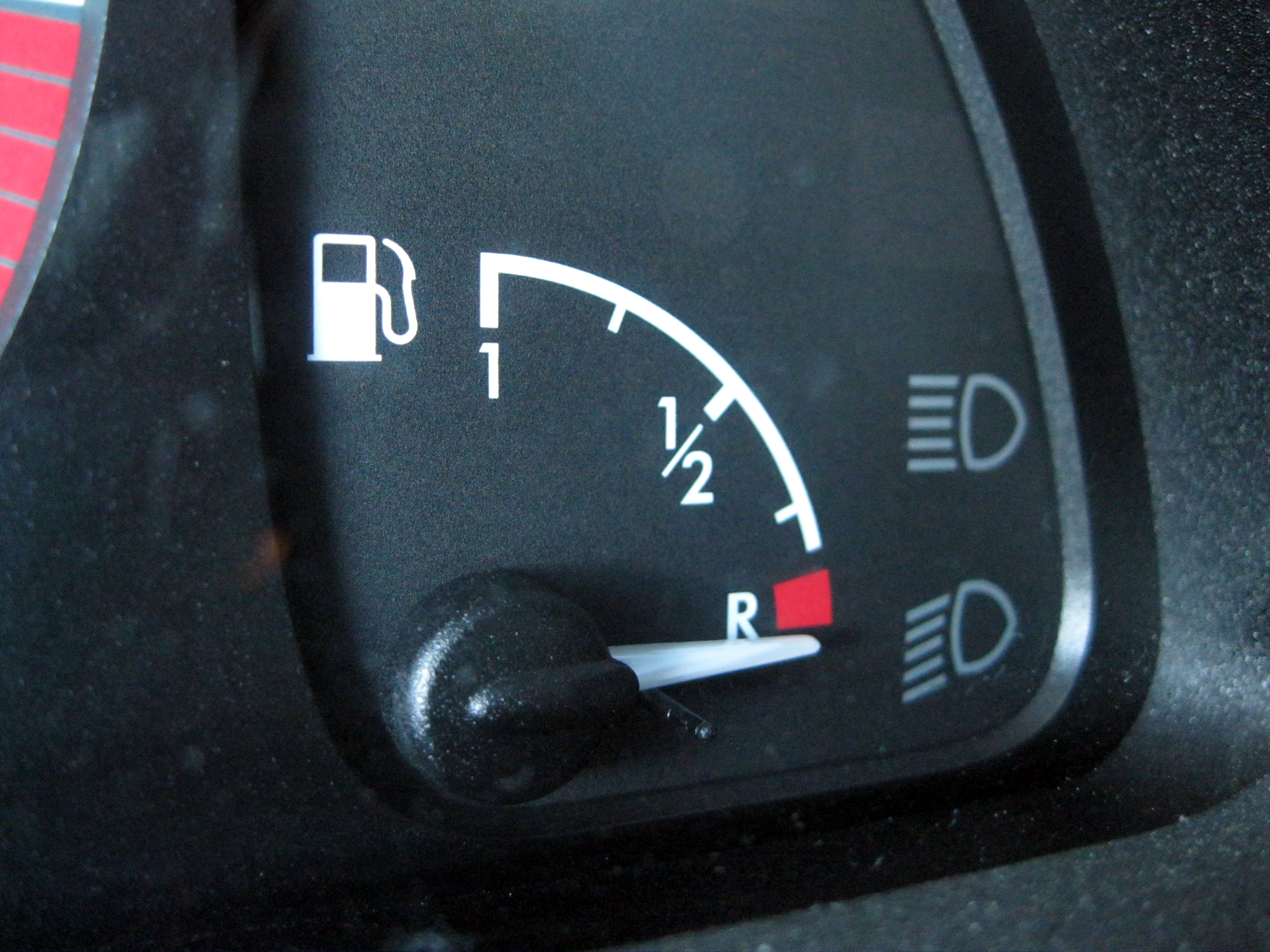
Tacca rossa sul cruscotto che indica che il serbatoio di carburante è vuoto

### Nello sport
- Nel mondo dello sport, un cartellino rosso indica un fallo che comporta l'espulsione del giocatore dal gioco. Il rosso viene inoltre usato da molti club calcistici nel mondo per le proprie maglie, mischiato spesso con altri colori, come fanno ad esempio il Genoa, il Milan, il Bologna, la Roma e il Cagliari in Italia, il Manchester United, l'Arsenal e il Liverpool in Inghilterra, il Bayern Monaco in Germania, il Paris Saint-Germain in Francia, l'Ajax nei Paesi Bassi, il Barcellona e l'Atletico Madrid in Spagna, il Flamengo in Brasile, la Steaua Bucarest in Romania, il Benfica in Portogallo.
- Nelle corse automobilistiche, una bandiera rossa indica lo stop immediato della sessione di gara, a causa di un grave incidente, condizioni meteo avverse o altri eventi eccezionali che rendono pericoloso il transito dei veicoli sul percorso.
- Sempre nelle corse automobilistiche, il colore rosso (nella particolare gradazione rosso corsa) è storicamente e tradizionalmente assegnato all'Italia ed ancora oggi contraddistingue case italiane come Alfa Romeo e Ferrari.
- Il colore rosso viene utilizzato in molte arti marziali per distinguere il grado di uno sportivo rispetto agli altri gradi. Il grado di una "cintura rossa" è più o meno elevato a seconda della particolare disciplina.

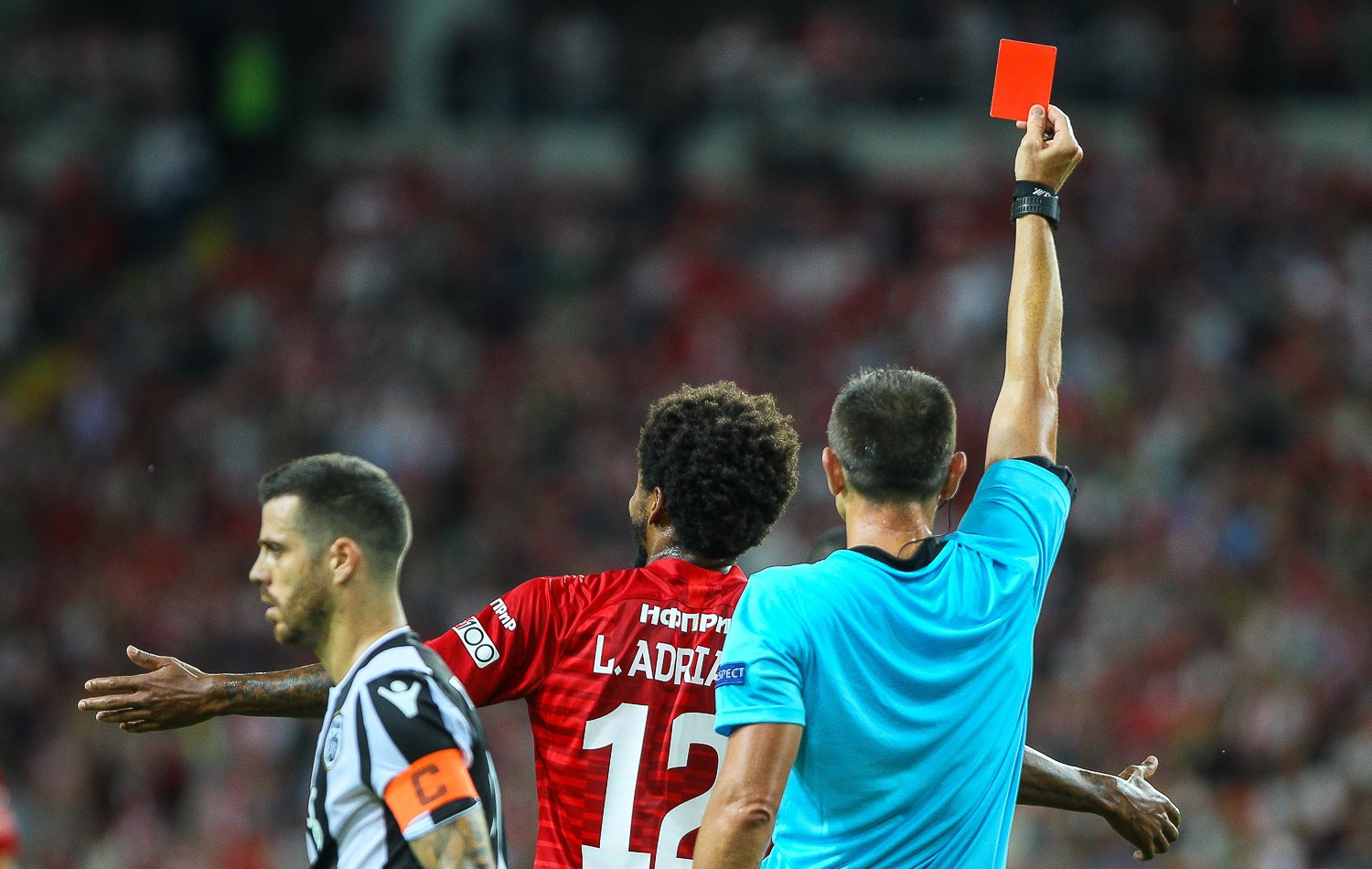
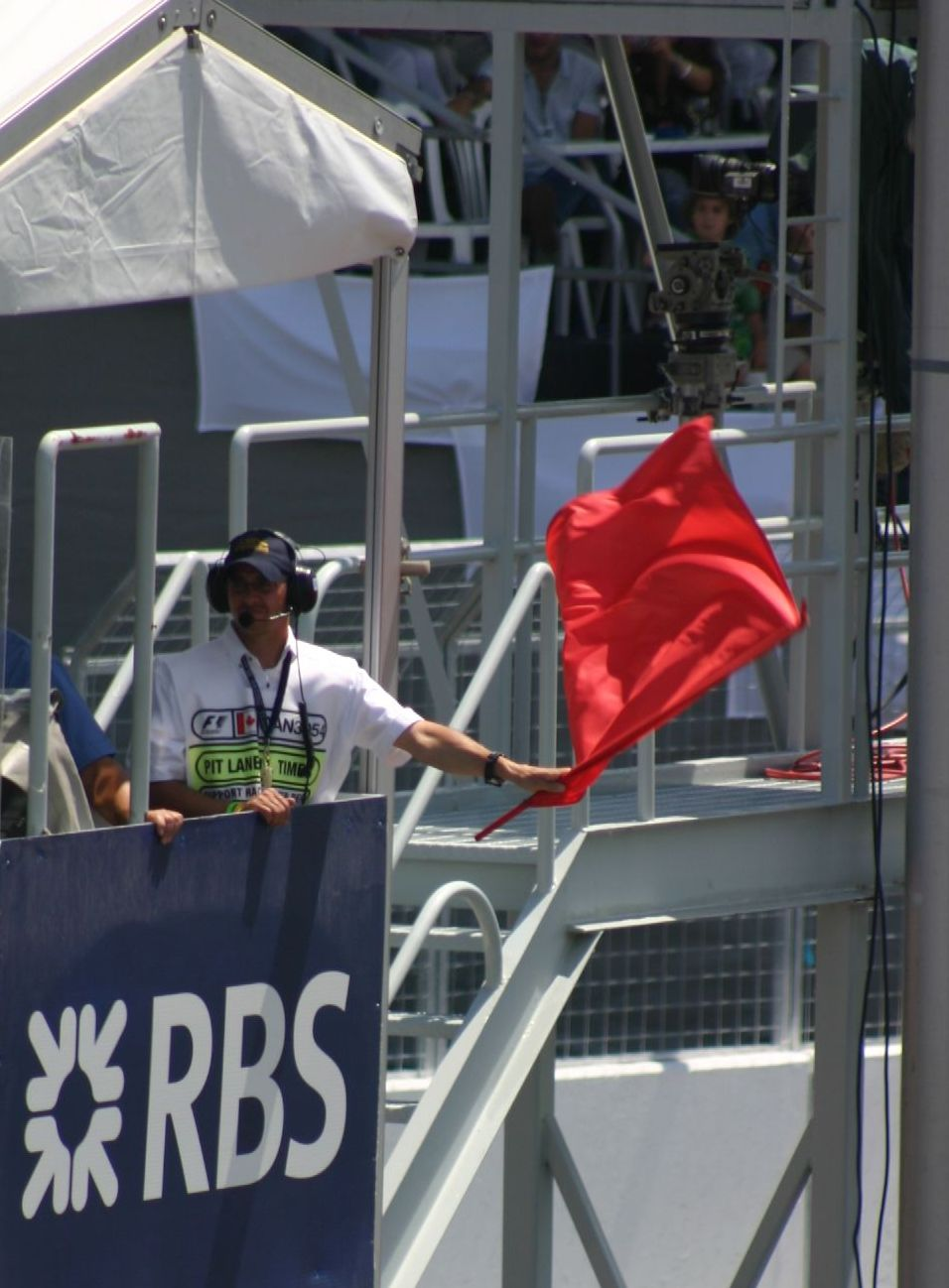
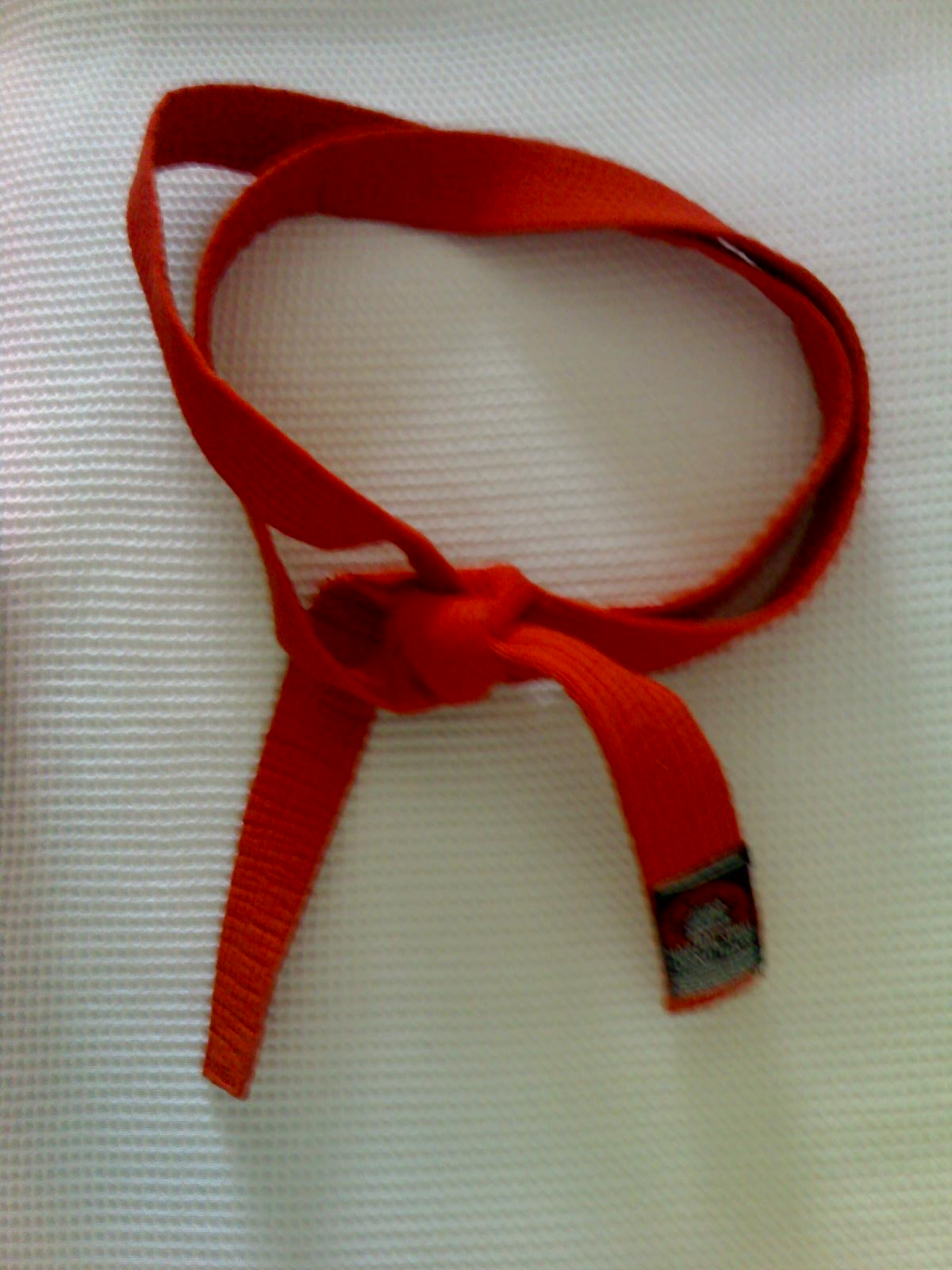
Cintura rossa del karate

### Nella cromoterapia
Nella cromoterapia (una pseudoscienza che usa i colori per curare i vari disturbi e malattie), il rosso è usato per stimolare la circolazione; ad esempio se irraggiato sulle piante dei piedi. Sempre secondo tale pseudoscienza, accrescerebbe inoltre il numero di globuli rossi nel sangue e sarebbe quindi utile in caso d'anemia.

### Altre simbologie
- L'inchiostro rosso indica un debito oppure durante una correzione (ad esempio nelle correzioni di compiti scolastici)
- In medicina il rosso è usato per indicare le arterie che portano il sangue, pompato dal cuore, dopo essere stato ossigenato dai polmoni.
- Il fiocco rosso simboleggia la lotta contro l'AIDS e contro la droga.
- Durante la corrida, nella prima fase il torero sventola un enorme drappo color rosso contro il toro.
- In astronomia, le stelle classificate come "rosse" sono le stelle con una maggiore temperatura (come ad esempio le nane rosse, le giganti rosse e le supergiganti rosse). Il termine "rosso" non si riferisce quindi al colore reale o apparente delle stelle.

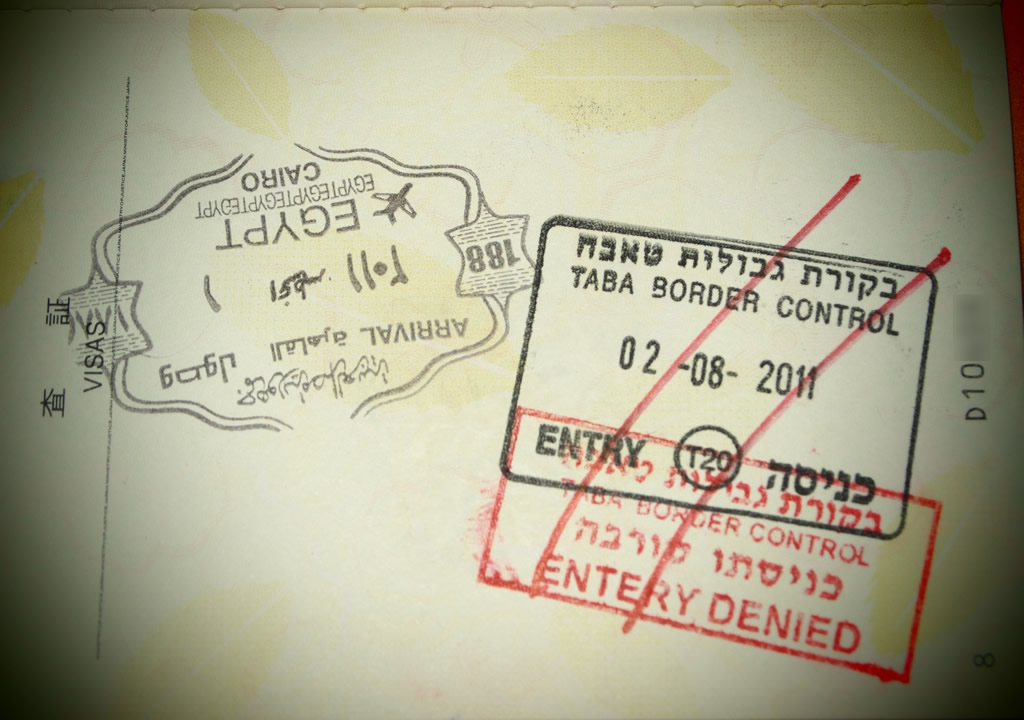
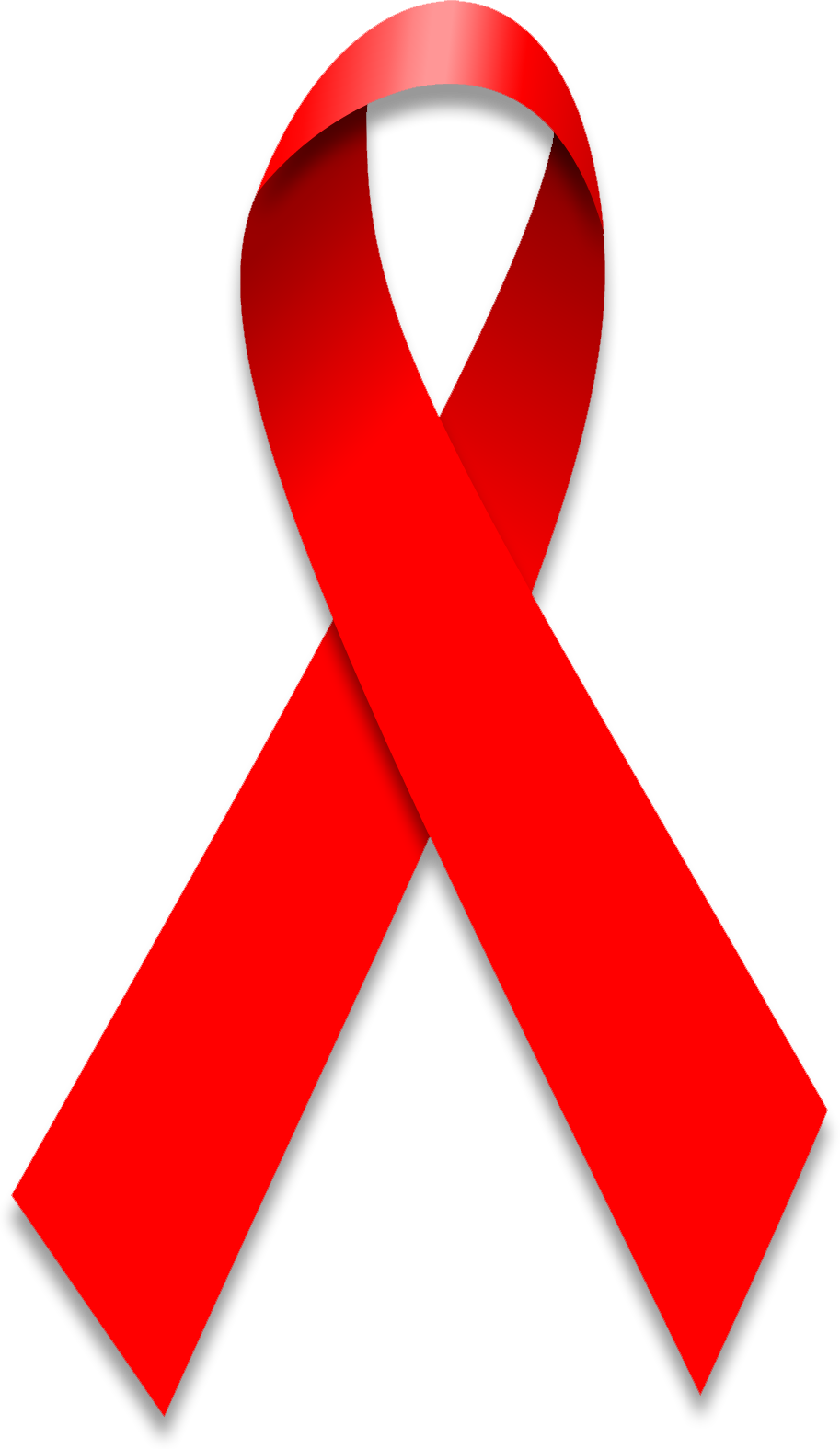
Il fiocco rosso simbolo della lotta contro l'AIDS e contro la droga.

## Nel lessico
In generale il significato del colore "rosso", come quello di altri colori, può variare a seconda della lingua, così come le associazioni che ne derivano. Ad esempio, nella lingua italiana il colore del tuorlo d'uovo è detto "il rosso dell'uovo", mentre in francese viene chiamato "jaune", che significa "giallo".
Nella lingua italiana, e talvolta anche in altre lingue straniere, si utilizzano le seguenti espressioni associate con il rosso:
- I quartieri in cui è molto attiva la prostituzione vengono definiti "a luci rosse" in quanto, inizialmente, venivano segnalati a chi vi si avvicinava tramite delle lanterne di color rosso.
- I film pornografici vengono anche chiamati "a luci rosse", in quanto è il colore simbolico della passione.
- L'espressione "essere in rosso" indica un debito.
- "Conto in rosso", espressione utilizzata per indicare la mancanza di denaro in un conto corrente.